# George Washington

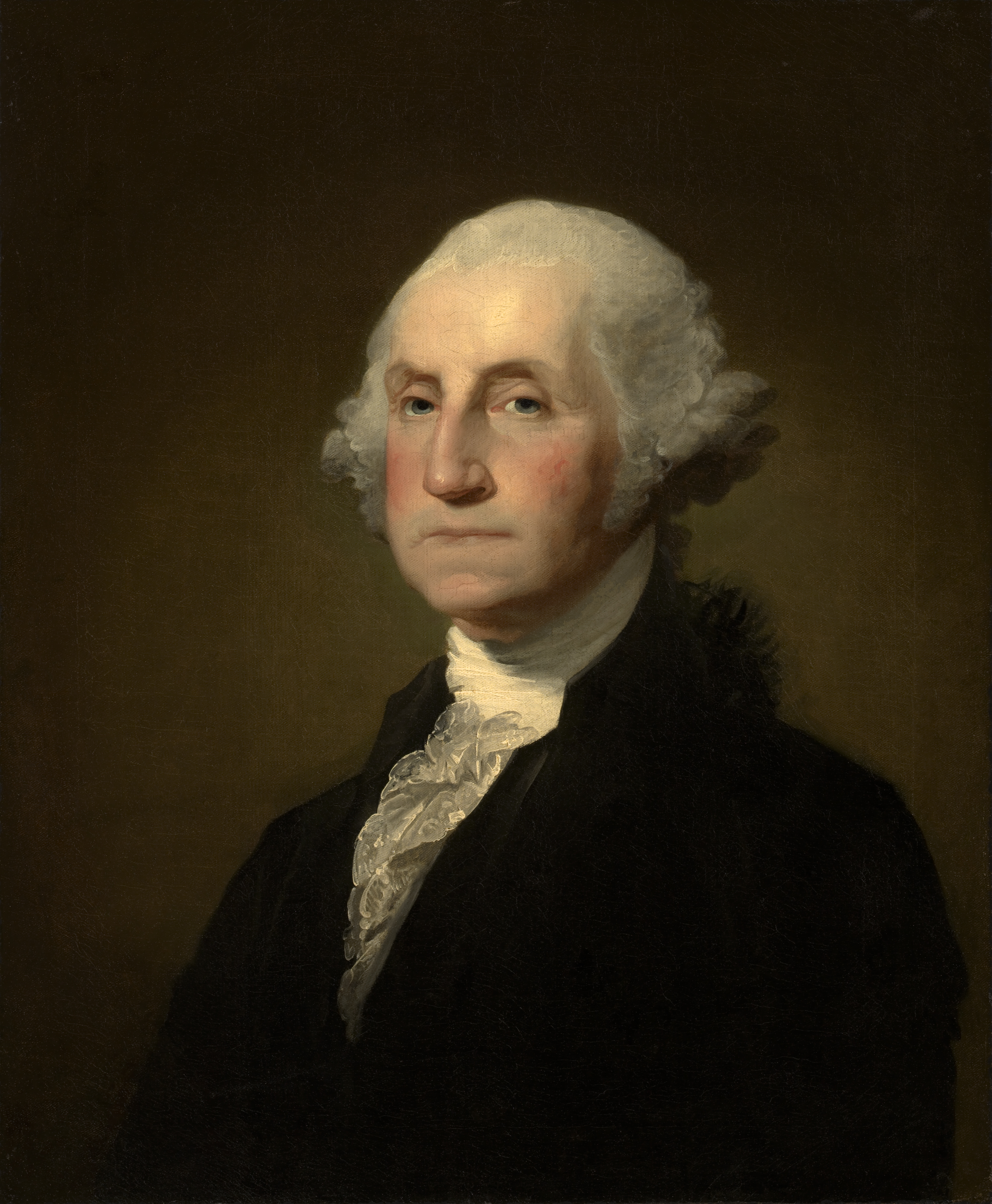
Gilbert Stuart: George Washington (1803)

George Washington [ˈwɒʃɪŋtən] (* 22. Februar 1732 auf dem Gutshof Wakefield (auch Pope’s Plantation genannt) im Westmoreland County, Kolonie Virginia; † 14. Dezember 1799 auf Mount Vernon, Virginia) war von 1789 bis 1797 der erste Präsident der Vereinigten Staaten von Amerika.
Als Oberbefehlshaber der Kontinentalarmee von 1775 bis 1783 war er einer der Gründerväter der USA und leitete als Vorsitzender die verfassunggebende Philadelphia Convention im Jahr 1787. Während seiner Präsidentschaft traf Washington wegweisende Entscheidungen, die die Entwicklung der Vereinigten Staaten von Amerika als republikanische Demokratie bis heute prägen. Er wirkte vor allem auf eine gegenüber den Einzelstaaten und dem Kongress handlungsfähige Zentralgewalt hin und bildete das neu geschaffene Amt bewusst aus, indem er Präzedenzfälle schuf.
Washington wurde zur Zweihundertjahrfeier der Vereinigten Staaten am 11. Oktober 1976 postum „für die Vergangenheit und die Gegenwart“ der höchste Dienstgrad eines General of the Armies of the United States verliehen.

## Leben

### Ausbildung und Jugend

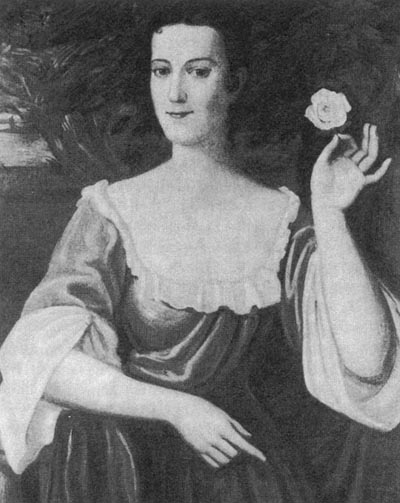
Sally Fairfax

Durch seine Herkunft war Washington Teil der ökonomischen und kulturellen Elite der sklavenhaltenden Plantagenbesitzer des Staates Virginia. Sein Vater war Augustine Washington, der englischer Abstammung war (* 1693; † April 1743), seine Mutter Mary Ball (* 1708; † 1789), deren Abstammung unbekannt ist. Die erste Ehefrau des Vaters war 1729 gestorben. Sein Urgroßvater väterlicherseits war der Engländer John Washington aus Essex.

Das Wappen der Familie Washington, welches auch George Washington führte

Die Familie Washington zählt zum niederen Adel (Gentry) der englischen Grafschaft Durham, ihr nachgewiesener Mannesstamm beginnt mit Sir William de Hertburn, der im 12. Jahrhundert lebte und, nachdem er 1183 das Gut Hertburn (heute Hartburn) gegen Wessyington (heute Washington) eintauschte, sich de Wessyington nannte.
Bereits mit elf Jahren verlor George seinen Vater und unterstand als Halbwaise der Vormundschaft seines 14 Jahre älteren Halbbruders Lawrence. Augustine hinterließ seiner Witwe und den sieben Kindern 4.000 Hektar Land und 49 Sklaven.
Bis zu seinem 15. Lebensjahr besuchte Washington die Schule in Williamsburg, wo er zwar nur eine einfache Schulbildung genoss, sich aber im Eigenstudium verstärkt mit der Mathematik beschäftigte. Dennoch betonten sowohl seine Zeitgenossen als auch seine späteren Kritiker, dass Washingtons Bildung zunächst einen rudimentären Charakter gehabt habe, die kaum über die einer Grundschule hinausgegangen sei. So meinte der spätere Präsident John Adams: „Es ist gewiss, dass Washington kein Gelehrter war, dass er für seinen Rang und Namen zu ungebildet, zu wenig belesen und zu unwissend war. Diese Debatte ist gleichwohl vorbei.“
In einem zweistöckigen Backsteingebäude namens Belvoir in der unmittelbaren Nachbarschaft wohnte William Fairfax, ein kultivierter, vermögender und einflussreicher Edelmann, der auch über große Besitzungen in der englischen Heimat verfügte und seinen Haushalt so luxuriös eingerichtet hatte, dass Mount Vernon damit verglichen ziemlich altmodisch und bescheiden aussah. Allein die Mahagonimöbel im Esszimmer kosteten mehr als die gesamte Einrichtung der Familie Washington. Mit 16 Jahren lernte George Washington hier die Schwiegertochter des Hausherrn, Sally Fairfax (geb. Cary), kennen, die nicht nur seine Allgemeinbildung verbesserte, sondern zu der er auch bis zu seinem Lebensende mehr als nur freundschaftliche Gefühle hegte. Zu diesem Zeitpunkt war er „ein bescheidener, bisweilen schüchterner junger Mann, dem der nachbarschaftliche Besitz namens Belvoir Ehrfurcht einflößte.“

Von George Washington gefertigte Karte eines Grundstücks am Ohio River, 1754

1748 begleitete Washington den Gatten von Sally, George William Fairfax, auf einer Vermessungsexpedition durch die im Shenandoah-Tal gelegenen Besitzungen der Familie Fairfax. In den folgenden drei Jahren blieb er in dieser Grenzregion Virginias vor allem als Geometer und führte 190 Messungen durch. Gerade diese Tätigkeit öffnete ihm die Augen für den Wert von Landbesitz, den er eigenen Worten zufolge als das Wichtigste im Leben eines Mannes betrachtete. So kaufte er in diesen Jahren auch sein erstes, 585 Hektar großes Grundstück am Bullskin Creek am unteren Shenandoah. Außerdem gelang es ihm, sich bei dieser Tätigkeit wichtige Grundkenntnisse in der Menschenführung und Organisation anzueignen. Auch später ließ es sich Washington nicht nehmen, die ihn selbst interessierenden Grundstücke oder diejenigen, die sich bereits in seinem Besitz befanden, selbst zu kartographieren.
Als sein Halbbruder Lawrence Washington die Tochter von Fairfax, Anne, heiratete, gehörte auch George zur Familie. 1751 begleitete er den an Tuberkulose erkrankten Lawrence auf einer Erholungsreise nach Barbados. Dies war der einzige Anlass, bei dem George Washington jemals das Gebiet der späteren Vereinigten Staaten von Amerika verließ. Das dortige Klima brachte Lawrence jedoch nicht die erhoffte Besserung, und George erkrankte an Pocken. Nach dem frühen Tod seines Halbbruders im Juni 1752 übernahm George den schon ausgedehnten Familienbesitz von Mount Vernon am Potomac River mit einer Fläche von 2.126 Acres (860 ha). Im selben Monat bewarb er sich erfolgreich für einen Generaladjutantenposten in der virginischen Miliz.
George wurde auch nach dem Tod seines Bruders von der Familie Fairfax als Familienmitglied behandelt. Er freundete sich mit George William Fairfax an, der mit seiner jungen Frau Sally in Belvoir wohnte. Sally war zu diesem Zeitpunkt 19 Jahre alt, „schön, gebildet und wohlerzogen“. Einer von Sallys Nachkommen beurteilte Georges Gefühle zu ihr als „Liebe auf den ersten Blick“. Lange Zeit war es eher eine platonische Liebe, die sich zunächst auf die informelle Ausbildung Georges beschränkte: ideologische Theorien, Theaterstücke und Bücher las man in Belvoir unter der Leitung des älteren Fairfax und Sallys. Ganz besonders habe man George für die Literatur römischer Philosophen interessieren können. „Der Unterricht in Belvoir vermittelte George die Erkenntnis, die größte menschliche Leistung darin zu sehen, durch ehrenvolle Handlungen den Respekt der eigenen Landsleute zu gewinnen.“

### Franzosen- und Indianerkrieg

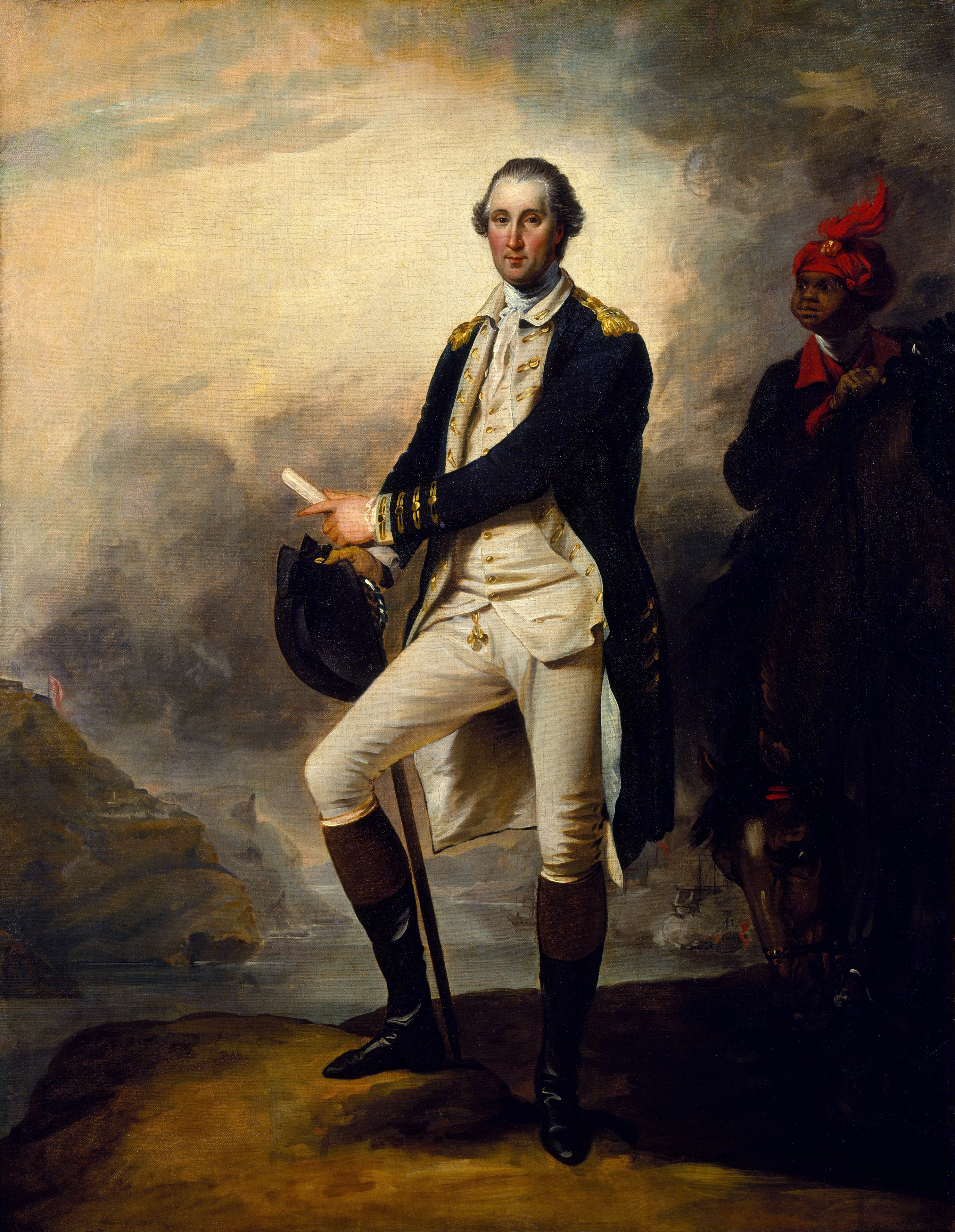
George Washington, von John Trumbull, 1780

#### Erste Missionen
Der stellvertretende Gouverneur von Virginia, Robert Dinwiddie, betraute George Washington im Herbst 1753 mit einer diplomatischen Mission. Er sollte den Franzosen, die laut Washingtons Aufzeichnungen westlich der Allegheny Mountains vom Eriesee aus, mit Fort Presque (in der Nähe des heutigen Erie, Pennsylvania) beginnend und am French Creek und Allegheny bis zum Ohio vorstoßend sowie aus Richtung Süden vom Mississippi kommend, mehrere Forts aufgebaut hatten, als Emissär einen Brief übermitteln. Darin wurden sie im Namen der britischen Krone von Dinwiddie und anderen Vertretern Virginias zur Aufgabe ihrer Vorposten in diesem zwischen Frankreich und England umstrittenen Gebiet aufgefordert. An der Ohio Company, die sich die britische Besiedelung dieses Landstrichs zum Ziel gesetzt hatte, hielt Dinwiddie Anteile.
Laut seinem Tagebuch machte sich Washington am 31. Oktober auf den Weg und verließ Williamsburg in Richtung Fredericksburg. Als er die Indianersiedlung Logstown erreichte, traf er erstmals auf Tanaghrisson, den Vertreter der dritten politischen Macht im Ohiotal, der Irokesen. Sie übten ihre Herrschaft über die Stämme des Ohiotals über irokesische Dorfvorsteher, sogenannte „Halbkönige“ (half-kings), aus, deren Autorität jedoch seit den 1730er Jahren zunehmend infrage gestellt wurde. Es zeichnete sich ab, dass dieser Konflikt eskalieren würde und die Shawnee und Delawaren versuchen würden, sich von der irokesischen Herrschaft zu befreien. Vor allem für die Onondaga war klar, dass etwa die Mingo kein Ratsfeuer besaßen, und damit auch keinen designierten Sprecher, der in der Sprache der Zeit als „king“ bezeichnet wurde. Daher behalfen sich die Amerikaner mit der Bezeichnung „half-king“. Als der örtliche Halbkönig Geschenke der Siedler annahm, etablierte sich damit ein Ratsfeuer, also ein anerkannter Versammlungsort bei Logstown (Ambridge, Pennsylvania, auch Chiningué). Im Dezember 1753 brach Washington aus Logstown auf und wurde dabei von Tanaghrisson, der seit 1748 Halbkönig war, und zwei weiteren Häuptlingen zu den Franzosen begleitet.
Bei den Franzosen wurden Washington und seine Begleiter höflich und zuvorkommend behandelt. In dem Antwortschreiben an Dinwiddie drückte ihr Verhandlungspartner, der Kommandeur des Fort Le Bœuf (in der Nähe des heutigen Waterford, Pennsylvania), aber lediglich als diplomatische Floskel seine Hochachtung aus und war zu keinen Zugeständnissen bereit. Durch seinen auf Drängen Dinwiddies verfassten Bericht über diese Mission, der unter dem Titel The Journal of Major Washington in mehreren Zeitungen, auch in England und Schottland, veröffentlicht wurde, erlangte er erstmals öffentliche Aufmerksamkeit.
Nachdem die Mission gescheitert war, vertraute ihm Dinwiddie nach Zustimmung des Abgeordnetenhauses Virginias im Frühjahr 1754 das Kommando über eine kleine Miliztruppe von 160 Mann an, die in den westlichen Territorien französische Vorposten und Spähtrupps beobachten sowie die strategisch wichtige Stelle am Zusammenfluss von Allegheny und Monongahela, wo das heutige Pittsburgh liegt, sichern sollte. Nach Überquerung der Alleghenies erfuhr Washington, dass die Ohio Company von den Franzosen aus dem halbfertig gebauten Fort vertrieben worden war und diese, insgesamt 1.000 Mann stark, es in Fort Duquesne umbenannt hatten. Washington sammelte daraufhin die indianischen Verbündeten um sich und ließ behelfsmäßige Forts, zuletzt das Fort Necessity, errichten, um sich so besser gegen einen möglichen Angriff der überlegenen französischen Kräfte verteidigen zu können. Im Mai 1754 kam es zwischen Washingtons Miliz und einem französischen Trupp zum Gefecht von Jumonville Glen, aus dem die Briten siegreich hervorgingen. Lange blieb umstritten, ob der französische Kommandant Joseph Coulon de Villiers, Sieur de Jumonville, im Gefecht fiel oder erst nach erfolgter Kapitulation umgebracht wurde. Die Funktion Jumonvilles, also ob er als Emissär oder Spion unterwegs war, der einen Angriff auf die Briten vorbereitete, wird bis heute kontrovers diskutiert. Kaum einen Monat nach dem Gefecht wurde Washingtons Miliz von überlegenen französischen Kräften im Fort Necessity eingeschlossen. Nachdem seine Miliz bei der Verteidigung hundert Mann verloren hatte, die angreifenden Franzosen dagegen nur fünf, brach Panik aus, und Washington war zur Kapitulation gezwungen. In dem entsprechenden Dokument, welches Washington unterschreiben musste, um freien Abzug zu erhalten, wurde der Tod Joseph de Jumonvilles als „Ermordung“ bezeichnet und somit der britischen Seite die Schuld an diesem Vorfall gegeben. Washington behauptete später, aufgrund der schlechten Übersetzung aus dem französischen Original sei ihm dies nicht aufgefallen, als er unterschrieben hatte, andernfalls hätte er es unterlassen. Am 4. Juli 1754 verließ er mit seiner Miliz das verlorene Fort. Mit diesen Zwischenfällen begann der Krieg, den die Amerikaner seither als Franzosen- und Indianerkrieg (1754–1763) bezeichnen, ein Teilkonflikt des Siebenjährigen Krieges.
Während der Kampagne schrieb Washington in einem Brief an Sally Fairfax: „Ich kann Dir versichern, ich hörte die Kugeln pfeifen, und glaub’ mir, es ist etwas Verführerisches in diesem Geräusch.“ Durch eine Indiskretion gelangte dieser Ausspruch an die Öffentlichkeit, wo er bald zu einem beliebten Zitat wurde. Selbst der britische König Georg II. erfuhr von dieser verbalen Entgleisung des jungen Mannes und meinte dazu, dass Washington wohl noch nicht allzu viele Gewehrkugeln gehört habe, wenn er diesem Geräusch eine derartige Emotion abgewinnen könne.

#### Siebenjähriger Krieg
Washington verschwieg nach seiner Rückkehr, dass er nach dem Scharmützel zusah (oder zusehen musste), wie „seine“ Indianer zehn Franzosen, unter ihnen ihren Kommandanten Jumonville, umbrachten und er so seine moralischen Pflichten als Kommandeur verletzte. Der ehrgeizige Washington fürchtete um seine militärische Reputation: In seiner Version ging er als Sieger aus seinem ersten Gefecht unter seinem Kommando hervor. In diesem Zusammenhang ist auch seine Bitte an Dinwiddie zu verstehen, Aussagen der französischen Gefangenen keinen Glauben zu schenken. Bei der Übernahme von Fort Necessity hatten die Franzosen das Tagebuch Washingtons beschlagnahmt, in dem die irreführende Darstellung des Gefechts von Glumonville Glen enthalten war, und stellten ihn in der Folge in der Öffentlichkeit als die Unehrenhaftigkeit in Person hin. In die gleiche Richtung geht auch eine epische Dichtung aus dieser Zeit, in der Washington als idealer Schurke die Boshaftigkeit des Gegners verkörpert.
Zudem erscheint der Irokese Tanaghrisson als entscheidender Akteur des Konflikts, der sich auf die Seite der Briten gestellt hatte und der mit der Ermordung des Franzosen Jumonville die Briten zu einem militärischen Eingreifen bewegen wollte. Hingegen wollten die Stämme des Ohiotals Frankreich zum Eingreifen gegen die Briten und Irokesen bewegen. Sie brachen nun mit der irokesischen Herrschaft und stellten sich auf die französische Seite, Tanaghrisson starb 1754. Die Hilfstruppen der Franzosen bestanden nun nicht mehr nur aus den traditionell mit ihnen verbündeten Stämmen, wie den Ottawa, sondern aus Shawnee, Delawaren und Mingo.
Offenbar ging George Washingtons Bewältigungsstrategie auf. Bereits im folgenden Jahr begleitete er ab Anfang Mai die Braddock-Expedition der britischen Armee. Während dieser Unternehmung diente er nur als Hauptmann, nachdem er in der virginischen Miliz zuvor bereits Oberst gewesen war. Allerdings milderte die Zusicherung, ihn als Adjutant im Führungsstab einzusetzen, Washingtons empfindliche Natur bezüglich Rangfragen. Der schwerfällige, für europäische Gegebenheiten ausgerüstete Tross von zehn Kilometer Länge musste sich 160 km weit durch kaum passierbare Wildnis bewegen, um die geplante Belagerung von Fort Duquesne durchzuführen. Dieser strategische Fehler führte unter anderem am 9. Juli 1755 zur Schlacht am Monongahela. Einer 950 Mann umfassenden Aufklärungsabteilung aus Duquesne, zwei Drittel davon Indianer, gelang es, die Vorhut von Braddock einzukreisen. Dabei gerieten die virginischen Soldaten in ein Kreuzfeuer zwischen Briten und Indianern und erlitten hohe Verluste. Washington wurden drei Pferde unter ihm erschossen, was seinem Nimbus zustattenkam. Zudem zeigte er große Besonnenheit, als er während des Debakels den Rückzug organisierte, nachdem Braddock und alle anderen Adjutanten außer ihm gefallen waren. Am Ende hatte die Expedition 900 von 1.300 Männern verloren. Für Washington war diese Katastrophe lehrreich, da er erkannte, dass eine derart große und dadurch schwerfällige Streitmacht, die in ihrem Tross unter anderem Kanonen mitführt, in der Wildnis der Ohioregion der Waldkämpfertaktik der Indianer entscheidend unterlegen war. Solange die Mehrheit der Indianerstämme dort mit den Franzosen verbündet blieb, sah Washington keine Erfolgschance in einer weiteren Expedition dieser Art.
Im Anschluss organisierte Washington als Oberst das erste reguläre Regiment Virginias, das zeitweise über 1.000 Mann zählen sollte und am Krieg teilnahm. Nach der Farbe der von Washington entworfenen Uniform wurde das virginische Regiment die Blauen genannt. Ferner bekam Washington offiziell den Oberbefehl über alle Truppen des Staates Virginia. Es gelang ihm, die Grenze Virginias gegen die französischen Truppen zu verteidigen, wobei sich der eigentliche Krieg in den nordwärtigen Nachbarkolonien, also in Kanada, an den Großen Seen und in Neuengland, abspielte. Als Problem stellte sich eher heraus, dass vor allem die Shawnee und Delaware die britische Niederlage am Monongahela ausgenutzt hatten, alle englischen Siedlungen westlich der Blue Ridge zu überfallen. Da er mit seinem Regiment gegen die Waldkämpfertaktik der Indianer keinen Vorteil in Form einer entscheidenden Schlacht erzwingen konnte, forderte Washington von Dinwiddie mehr indianische Verbündete, da es die einzigen seien, die es mit Indianern aufnehmen könnten. Besonders unterstützte er die Anwerbungsversuche der Catawba und Cherokee aus den beiden Carolinas. Die Indianer der Region blieben meist franzosenfreundlich gesinnt, so dass Washington in den nächsten Jahren vor allem in einer defensiven, durch Forts unterstützten Blockadehaltung an der Westseite der Blue Ridge verblieb. Für Washington ging es in der Frage der Indianer später vor allem um die vollständige Vernichtung ihrer Existenzgrundlagen: „Unmittelbare Ziele sind die völlige Zerstörung und Verwüstung ihrer Siedlungen. Besonders wichtig wird es sein, ihre Feldfrüchte in der Erde zu vernichten und die Felder unbestellbar zu machen.“ Diese Äußerung stand in großem Widerspruch zu jener idealisierenden Haltung, die dem Virginier nach seinem Tod als Inbegriff des „Großen Weißen Vaters“ von manchen indianischen Delegationen entgegengebracht wurde.
Washington führte das Regiment, das zum großen Teil aus gerade eingewanderten Rekruten aus England, Irland und Schottland bestand, mit strenger Hand und exakt und detailliert formulierten Befehlen. Er legte großen Wert auf Präzision im Exerzieren und auf mobile Gefechtstaktiken im Waldkampf. Bald gelangte er zur Überzeugung, sein Regiment sei auch durch die regelmäßigen Erfahrungen im Grenzkampf allen anderen amerikanischen und britischen Truppen im Guerillakrieg überlegen. Es ärgerte ihn sehr, dass er und sein Regiment nicht nach den Tarifen britischer Berufssoldaten bezahlt wurden. Im Frühjahr 1756 reiste er nach Boston, um dort ohne Erfolg beim amtierenden Befehlshaber für Nordamerika, dem britischen Kolonialgouverneur William Shirley, entsprechende Würdigung für ihn und sein Regiment in Form gleicher Besoldung einzufordern. Auch dessen Nachfolger im selben Jahr, John Cambell, Lord Loudon, bat er in mehreren Briefen in angemessener Ehrerbietung um ein reguläres Offizierspatent. Wiederum fand er kein Gehör, im Gegenteil wurde sein Regiment kurzfristig von Lord Loudon aufgelöst, um kompanieweise den Kampf in Süd-Carolina zu verstärken.
Obwohl Washington der Überzeugung war, niemand wisse besser als er, wie das strategisch wichtige französische Fort Duquesne (heute Pittsburgh) und somit das Ohiogebiet einzunehmen sei, und britische Pläne dazu seit Braddock stets für untauglich hielt, bot er seine Unterstützung an, als 1758 der britische General John Forbes eine weitere Expedition diesbezüglich vorbereitete, deren Truppenstärke doppelt so groß war wie die der Braddock-Expedition. Auf Washingtons Rat hin wurden von Forbes Cherokee als Späher angeworben, und die britischen Soldaten trugen im Gelände nicht ihre traditionellen Rotröcke, sondern die Ranger-Uniformen von Angeworbenen der virginischen Miliz. Zudem wurden die Soldaten in Waldkampftaktik ausgebildet, die unter anderem darin bestand, bei einem Hinterhalt mit zwei Flanken sofort auf die angreifende Waldlinie vorzurücken und mit den indianischen Spähern im Rücken des Feindes anzugreifen. In einem Konflikt, der fast bis zur Gehorsamsverweigerung reichte, sah sich Washington Forbes gegenüber, was den Weg nach Fort Duquesne betraf. Während er sich für den bereits durch Braddock gebahnten Weg durch das nördliche Virginia aussprach, ließ Forbes von Carlisle, Pennsylvania, aus durch Ingenieure eine um 50 km kürzere Route in Form einer Straße bauen. Washington machte in Virginia, unter anderem bei dessen neuem Gouverneur, Francis Fauquier, Stimmung gegen die Pennsylvania-Route und sagte das Scheitern der Forbes-Expedition voraus. Trotz seiner Bedenken gegen die Entscheidung Forbes’ stieß er am 12. November 1758 mit seinem Regiment auf eine Erkundungspatrouille aus Fort Duquesne. Nach einem verlustreichen Scharmützel, in dem Washington unter Einsatz seines Lebens ein Kreuzfeuer unterbrach, erreichten sie siegreich Fort Duquesne und fanden es verlassen und lichterloh brennend vor, da es die Franzosen angesichts der nahenden Übermacht aufgegeben hatten. Im Dezember 1758 verließ Washington das Regiment im Range eines Obersts, um danach einen Sitz im Abgeordnetenhaus Virginias einzunehmen und am 6. Januar 1759 zu heiraten.
Selbst während des Krieges hatte Washington das Verhältnis zu Sally Fairfax fortgesetzt. Die meisten Briefe Sallys vernichtete Washington später aus Angst vor möglichen Indiskretionen. Fast vollständig erhalten sind lediglich seine Briefe aus diesem Briefwechsel, die sich im Nachlass Sallys befanden. Die Korrespondenz erstreckt sich von jenem Tag, an dem er ihr kurz vor der Hochzeit mit seiner späteren Frau Martha schrieb, bis zum letzten Brief, 25 Jahre nach ihrer letzten Begegnung.
Von Sally existiert nur ein Postskriptum innerhalb eines Briefes ihres Schwiegervaters:

„Sehr geehrter Herr: Nachdem ich dem Himmel für Ihre gesunde Rückkehr gedankt habe, muss ich Sie großer Unfreundlichkeit bezichtigen, da Sie uns des Vergnügens, Sie an diesem Abend bei uns zu sehen, beraubten. Ich versichere Ihnen, wir zügeln unsere Neugier, aber nur der Gedanke, unsere Gesellschaft könnte unangenehm sein, hält uns von dem Versuch ab, unsere Beine heute Nacht nicht nach Mount Vernon zu tragen, aber wenn Sie nicht morgen Vormittag sehr früh zu uns kommen, werden wir in Mount Vernon sein.“

Offenbar war sie ungehalten darüber, dass Washington sie nicht sogleich besucht hatte. Als Sallys Schwiegervater starb und ihr Mann nach England reiste, um sich um seine dortigen Besitzungen zu kümmern, nutzte Washington seine Chance nicht.

### Zwischen den Kriegen

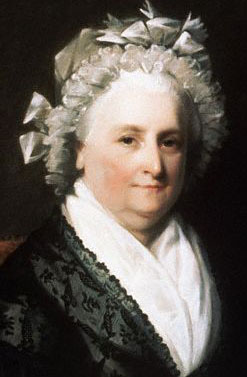
Martha Dandrige Custis

Somit entschloss sich Washington zur Vernunft- bzw. Geldheirat: Nach zwei ungeschickten und erfolglosen Brautwerbungen machte er schließlich Martha Dandridge Custis einen Heiratsantrag, einer freundlichen, wenn auch wenig anziehenden 26-jährigen Witwe des Pflanzers Daniel Parke Custis, die dank ihres Erbes eine der reichsten Frauen Virginias war. In US-Dollar, der damals noch nicht existierte und dessen Wert im Lauf der Geschichte schwankte, wurde der Wert des Erbes später auf rund 100.000 geschätzt. Ausgerechnet Sally überwachte die Renovierungsarbeiten, die Washington in Mount Vernon in Auftrag gegeben hatte, damit das Haus zum Empfang gerüstet war. Dennoch fanden weitere Treffen mit Sally statt, und auch die Korrespondenz aus Fort Cumberland legt ein deutliches Zeugnis darüber ab, dass Washington sich seiner Sache nicht sicher war:

„Verehrte Madame,
Gestatten Sie mir bitte anzumerken, dass ich Ihre nunmehr völlig in Widerspruch zu unserer bisherigen Beziehung stehende Einstellung keineswegs als Ehre empfinden kann, sondern dass sie vielmehr die Angst in mir davor bestärkt, unweigerlich der künftige Gatte von Frau Custis zu sein. – Wenn – ich muss es nicht erwähnen – erraten Sie es selbst. Sollte nicht meine eigene Ehre und das Wohlergehen des Landes jede Aufregung wert sein? Es ist wahr, ich selbst bekunde, der Liebe geweiht zu sein. […] Ich empfinde die zwingende Kraft Ihrer liebreizenden Schönheit in meiner Erinnerung in Tausend zärtlichen Passagen, so dass ich wünschte, ich könnte sie auslöschen […]. Sie haben mich, […], gedrängt, oder vielmehr ich selbst habe mich gedrängt zum redlichen Bekenntnis einer schlichten Wahrheit – missverstehen Sie meine Absicht nicht – es ist offensichtlich – zweifeln Sie nicht und geben Sie nichts preis – die Welt hat kein Recht, den Gegenstand meiner Liebe zu kennen, – erklärt nur für Sie, auf die es ankommt – da ich es doch verheimlichen will – Eines möchte ich vor allen Dingen dieser Welt gerne wissen, und nur eine bestimmte Person kann dies erklären oder meine Absicht erraten. Aber Adieu, bis zu glücklicheren Zeiten, wenn ich sie denn je erleben sollte. […]“

George Washington vernichtete die Antwort, die 13 Tage später eintraf. Er war wohl enttäuscht und sprach in einem weiteren Brief davon, dass beide die Absichten des anderen missverstehen würden. Letztlich ermutigte Sally Fairfax ihn sogar zu der Heirat.
Nach der Trauung am 6. Januar 1759 verlegte das neuvermählte Paar seinen Wohnsitz auf die Plantage in Mount Vernon, wo Washington das Leben eines vermögenden Plantagenbesitzers aufnahm. Aus der Ehe mit Martha gingen keine Kinder hervor. George Washington adoptierte jedoch die beiden Kinder seiner Frau aus erster Ehe, John und Martha. Trotz inniger Gefühle zu Sally schuf er seiner Frau und den Stiefkindern ein glückliches Zuhause. „Washington verfügte über eine ungeheure Selbstbeherrschung, gemäß seinem Grundsatz, eher nach ‚Vernunft als nach Leidenschaft zu streben‘ […]“, da er die Ruhe der Ehe mehr schätzte als die Aufregung.
Im Laufe der 1750er Jahre sollte er durch Erbschaft, die oben erwähnte Heirat und Landspekulationen zu einem der reichsten Männer von Virginia werden.
Neben der bereits erwähnten Deputiertentätigkeit war er seit 1752 auch Friedensrichter in Fredericksburg, wo seine Familie bereits seit 1738 im direkten Umfeld der Stadt die Ferry Farm erworben hatte und auch seine Mutter Mary ihre letzten Lebensjahre verbringen sollte.
1773 sah Washington Sally zum letzten Mal, als sie und ihr Ehemann nach England abreisten. Es sollte kein Abschied für immer sein, aber sowohl die Verpflichtungen der Familie Fairfax als auch die politischen Wirren der folgenden Jahre erlaubten ihnen keine Rückkehr. Fairfax vertraute die Verantwortung für Belvoir ausgerechnet George Washington an. Entsprechend der Vereinbarung ließ Washington, bevor er zur Teilnahme am ersten Kontinentalkongress nach Philadelphia abreiste, die Einrichtung versteigern. Dabei ersteigerte ausgerechnet er für 169 Pfund bezeichnende Gegenstände: die Polster und Kissen aus Sallys Schlafzimmer.
1774 zog er als Delegierter Virginias in den Kontinentalkongress ein.

### Unabhängigkeitskrieg
Wie viele andere Amerikaner deutete Washington den heraufziehenden Konflikt mit dem Mutterland verschwörungstheoretisch: Nicht Meinungsverschiedenheiten, Missverständnisse und Interessendivergenzen sah er als Ursache an, sondern, wie er 1774 schrieb, „einen regulären systematischen Plan [… der Briten], uns zu zahmen, gemeinen Sklaven zu machen“. Am 14. Juni 1775 wurde er auf Vorschlag von John Adams aus Neuengland von Thomas Johnson, Gouverneur von Maryland, als Mitglied des Kongresses aus Virginia für die wichtige Funktion des Kommandierenden Generals (General and Commander-in-chief of the Continental Army) der Kontinentalarmee im Amerikanischen Unabhängigkeitskrieg nominiert und daraufhin einstimmig gewählt. Als am nächsten Morgen der Präsident des Kontinentalkongresses John Hancock Washington dieses Amt offiziell anbot, erhob dieser sich von seinem Platz und nahm die Funktion offiziell an.
In seiner Rede zu dieser Gelegenheit sagte er, nachdem er seine Zweifel darüber ausgedrückt hatte, dass er in der Lage sei, seine Pflichten zu aller Zufriedenheit zu erfüllen:

„Zur Bezahlung, mein Herr, möchte ich dem Kongress versichern, dass, da keine finanziellen Erwägungen mich bewogen haben können, dieses schwierige Amt auf Kosten meines häuslichen Friedens und Glücks zu übernehmen, ich auch nicht wünsche, davon irgendwie zu profitieren. Ich werde eine exakte Aufstellung meiner Ausgaben führen. Diese, daran habe ich keinen Zweifel, werden mir ersetzt werden, und das ist alles, worum ich bitte.“

Ohne seine Familie in Virginia wiederzusehen, brach Washington nach Boston auf, wo er am 3. Juli 1775 das Kommando über 16.000 Milizsoldaten übernahm, die die in der Stadt befindliche britische Armee seit den Gefechten von Lexington und Concord, den ersten Kämpfen des Unabhängigkeitskrieges, belagerten. In einem Brief teilte er seiner Frau Martha seine durchaus selbstzweiflerischen Bedenken mit:

„Du darfst mir glauben, meine liebe Patsy, […] dass ich diesen Auftrag nicht gesucht, sondern alles in meiner Macht stehende getan habe, um ihm zu entgehen; nicht nur aus mangelnder Bereitschaft, Dich und die Familie zu verlassen, sondern auch aus dem Bewusstsein heraus, dass dies die Aufgabe ist, die meine Fähigkeiten übersteigt, und weil ich wusste, dass ich in einem Monat mit Dir daheim mehr wahres Glück finde, als ich draußen in der Welt auch nur im Entferntesten hoffen kann, und wenn ich siebenmal sieben Jahre bliebe. Da es aber eine Art Schicksal ist, das mir diesen Dienst in den Weg gelegt hat, hoffe ich, dass seine Erfüllung durch mich zu einem guten Zweck gereichen wird. […] Es war ganz unmöglich, die Aufgabe abzulehnen, ohne mich Vorwürfen auszusetzen, die mir zur Unehre gereicht und meine Freunde verletzt hätten.“

Washington war als Oberbefehlshaber der Kontinentalarmee nicht der geniale Stratege, der Schlachten nach genau durchdachten Plänen gewann, sondern der sorgfältige Organisator der amerikanischen Streitkräfte. Er war sich vollkommen seiner vergleichsweise bescheidenen Mittel bewusst. Den regelrecht knauserigen Kongress musste er daher regelmäßig in ausführlichen und genau belegten Berichten um die personelle und finanzielle Aufstockung seiner Armee angehen. Dabei schien er sich um jedes noch so kleine Detail zu kümmern, um zumindest die Ausstattung der Truppe mit Bekleidung, Verpflegung, Brennmaterial, Unterkünften und Munition garantieren zu können.

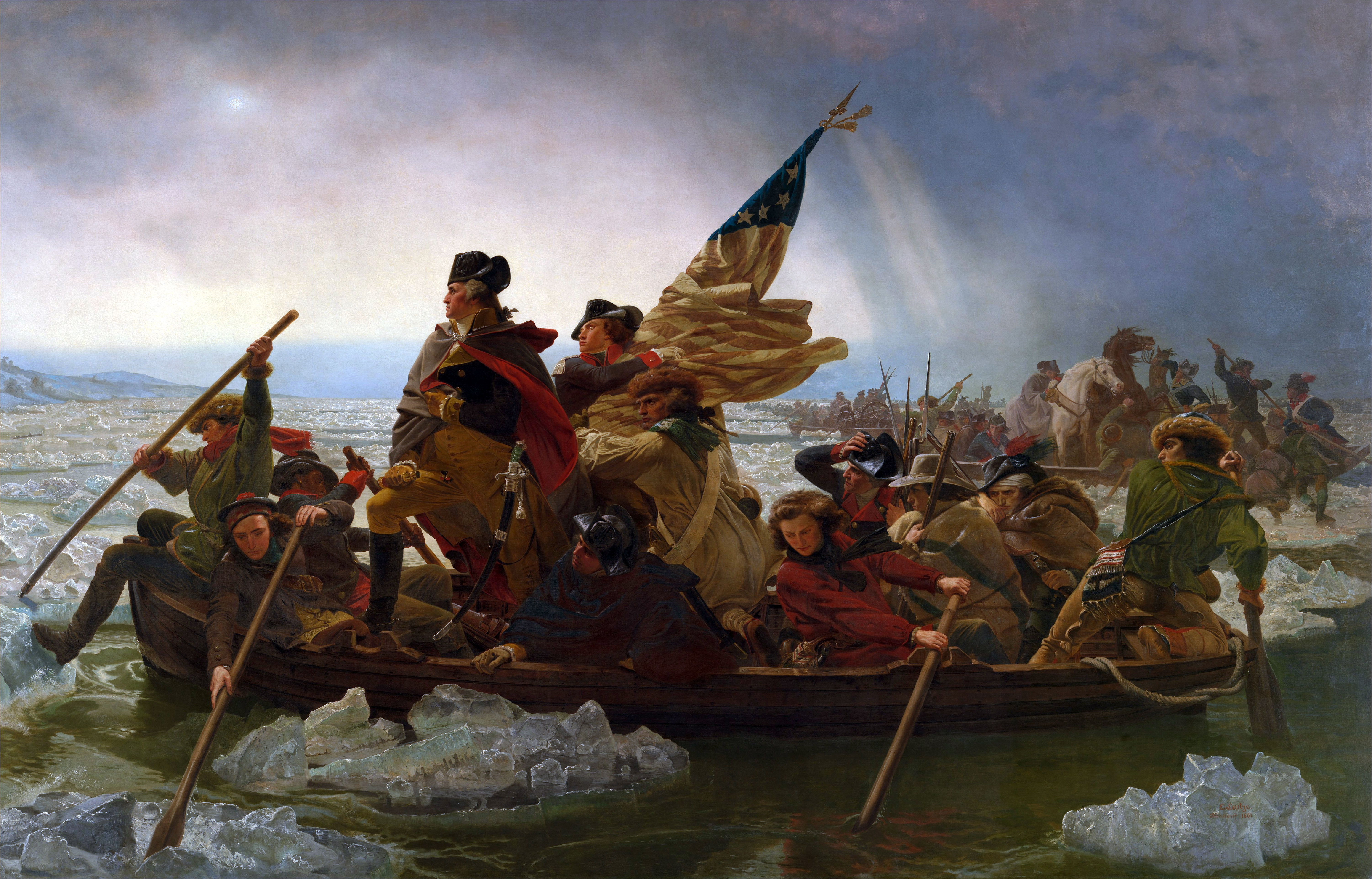
Die Überquerung des Delaware, von Emanuel Leutze, 1851 (ehem. Kunsthalle Bremen)

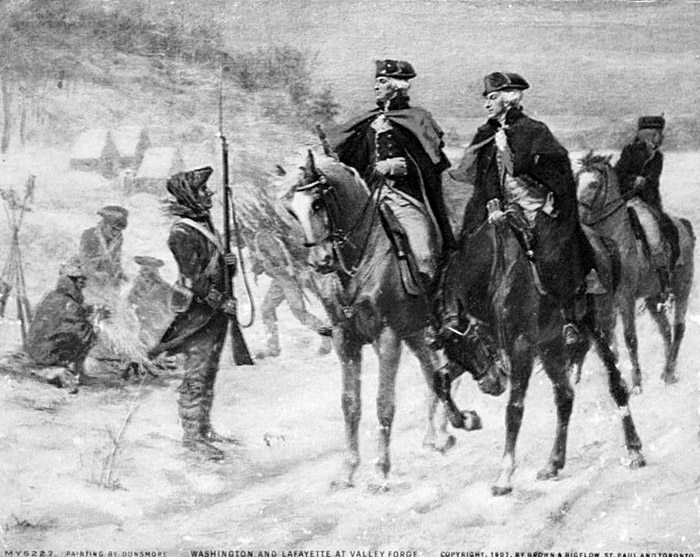
Washington und der Marquis de La Fayette bei Valley Forge, von John Ward Dunsmore

Bei der Auswahl seiner Befehlshaber und Stabsoffiziere legte er besonderen Wert auf die Organisationsfähigkeiten, scheute sich jedoch nicht, in derartigen Fragen an Männer wie Generalmajor und Generalinspekteur Friedrich Wilhelm von Steuben, Generalmajor und Chefmilitäringenieur Richard Gridley, Brigadegeneral Horatio Gates oder Generalmajor und Stellvertretender von Washington Artemas Ward zu delegieren, und förderte jene jungen Offiziere wie Henry Dearborn, Henry Lee oder Anthony Wayne, die er für kurzfristige taktische Operationen benötigte. Zahlenmäßig stets unterlegen, ließ er die Armee nur dann ins Feld führen, wenn die offene Feldschlacht unvermeidlich bzw. von den Voraussetzungen günstig für die amerikanischen Truppen war. In stetigen guerillaähnlichen Raids gegen die britischen Nachschublinien schafften seine Truppen somit die ersten Voraussetzungen für den eigenen Erfolg.
Nachdem Washington, der im Longfellow House in Cambridge sein Hauptquartier aufgeschlagen hatte, die Briten nach neunmonatiger Belagerung am 17. März 1776 erfolgreich aus Boston vertrieben hatte, zog er mit einem Großteil der Kontinentalarmee nach New York City und befestigte die Stadt, wobei er unter anderem die Morris-Jumel Mansion im heutigen Washington Heights als Hauptquartier bezog. Am 27. August 1776 verlor er die Schlacht von Long Island auf dem Areal des heutigen Prospect Park. Nach der Landung der britisch-hessischen Armee bei Kips Bay kam es am 16. September 1776 zur Schlacht von Harlem Heights, die den ersten Sieg der Amerikaner im Unabhängigkeitskrieg ergab. Nach ihrem Erfolg in der Schlacht von White Plains und der Schlacht von Fort Washington erlangten die britischen Truppen im Oktober 1776 die Kontrolle über die Insel Manhattan. Um nicht eingeschlossen zu werden, zog sich Washington daraufhin nach Valley Forge in Pennsylvania zurück, wo sich die Kontinentalarmee erholen konnte.
Am 26. Dezember 1776 ließ Washington die Truppen den Delaware River überqueren, um die hessischen Truppen der Briten in Trenton, New Jersey, anzugreifen. Dieser erfolgreiche Angriff baute die Moral der unabhängigkeitswilligen Kolonialisten wieder auf. Bevor sie sich in ihr Winterlager zurückbegaben, ließ Washington in Erwartung eines britischen Gegenangriffs eine Verteidigungslinie bei Trenton errichten. Hier kam es am 2. Januar 1777 zur Zweiten Schlacht von Trenton, der sich Washington in der Nacht entzog und mit einem überraschenden Manöver am nächsten Tag die britischen Truppen in Princeton schlug. Diese zogen sich nach den drei verlorenen Gefechten aus New Jersey nach New York zurück.
Washington befehligte im Verlauf der Revolution weiterhin eine Armee, um britische Kräfte im Zentrum des Landes zu binden, während General Gates und der Milizenführer Benedict Arnold die Schlacht von Saratoga 1777 gewannen, was indirekt zur französischen Anerkennung der Vereinigten Staaten führte. Am 11. September 1777 stellte sich Washington in der Schlacht von Brandywine ohne Erfolg dem Unternehmen der Briten entgegen, Philadelphia einzunehmen, in welches diese kurz darauf ungehindert einmarschierten, wogegen der Kontinentalkongress nach York (Pennsylvania) fliehen musste. Washington scheiterte mit der verlorenen Schlacht von Germantown am 4. Oktober 1777 mit dem Versuch, die britischen Truppen aus der Hauptstadt der Dreizehn Kolonien zurückzudrängen. Im Dezember 1777 erreichte die Kontinentalarmee das Winterquartier in Valley Forge. Die Soldaten litten dort unter den feuchtkalten Witterungsbedingungen, unzureichender Winterkleidung und schlechter Versorgungslage. Mehrere tausend starben an Krankheiten wie Typhus, Dysenterie und Lungenentzündung oder erfroren. Im Februar 1778 trat Friedrich Wilhelm von Steuben als Generalmajor den Dienst unter Washington an und begann sogleich mit dem taktischen und operativen Aufbau der Armee, die sich durch Verluste auf 5.000 Mann verringert hatte.
Die nun gedrillten und besser disziplinierten Soldaten konnten sich in der Schlacht von Monmouth beweisen, als sie die Nachhut der aus Philadelphia zurück nach New York beorderten britischen Armee angriffen. Das Gefecht endete auch wegen des eigenmächtigen Rückzugbefehls von Charles Lee, der später deswegen von einem Kriegsgericht verurteilt wurde, in einem taktischen Sieg der Briten, die ihren Rückzug aus Pennsylvania abschließen konnten. Strategisch hatte die Schlacht einen ausgeglichenen Ausgang, da die Kontinentalarmee in Besitz der Staaten südlich New Yorks verblieb. Im Sommer 1779 ordnete Washington die Sullivan-Expedition zur Bekämpfung von Loyalisten und einigen Stämmen der Irokesen an. Er gab dabei ausdrücklich Befehl, die Taktik der verbrannten Erde anzuwenden.
1780 entsandte Frankreich, das im Februar 1778 die Unabhängigkeit der Dreizehn Kolonien anerkannt hatte und sich seitdem im Kriegszustand mit dem britischen Königreich befand, 6.000 Soldaten unter dem Kommando von Generalleutnant Jean-Baptiste-Donatien de Vimeur, comte de Rochambeau, nach Rhode Island. Im August 1781 vereinigten sie sich mit der Kontinentalarmee unter der Führung Washingtons. Nach einer entsprechenden Meldung durch General Marquis de La Fayette, die britischen Truppen beabsichtigten, Yorktown zu evakuieren, bewegte sich die mit französischen Truppen verstärkte Kontinentalarmee nach Yorktown. Dort gelang es in Abstimmung mit der von Admiral François Joseph Paul de Grasse befehligten Flotte, General Charles Cornwallis in der Schlacht von Yorktown einzuschließen und entscheidend zu schlagen. Diese Kapitulation der Briten war das eigentliche Ende der englischen Versuche, die Revolution zu unterdrücken.
Da zu diesem Zeitpunkt noch britische Truppen in New York City, Savannah und Charleston stationiert waren, musste Washington von weiteren Gefechten ausgehen und blieb wachsam. Das Ausbleiben eines entscheidenden Gefechts, der Rückzug der französischen Truppen und lange nicht ausbezahlter Sold verschlechterten die Stimmung bis hin zur Gefahr einer Meuterei, in deren Planung Major John Armstrong junior verwickelt gewesen sein soll. Durch eine Ansprache am 15. März 1783 an seine Offiziere, in der er an die Loyalität zum Kongress der seit 1781 bestehenden amerikanischen Konföderation appellierte, konnte Washington die Newburgh-Krise lösen.
Im Vertrag von Paris im September 1783 erkannte das englische Königreich die Unabhängigkeit der Vereinigten Staaten an. Washington entließ daraufhin die Soldaten der Kontinentalarmee und verabschiedete sich von seinen Offizieren am 4. Dezember 1783 in Fraunces Tavern. Am 23. Dezember trat er als Kommandeur der Kontinentalarmee vor dem Kontinentalkongress zurück. Kurz vor seinem Abschied als Oberbefehlshaber rief Washington die Bundesstaaten auf, eine starke Zentralregierung zu bilden. Wie sehr er den Rückzug ins Privatleben vorzog, lässt sich daran ersehen, dass er ihn in einem Brief als „Rückkehr zu sich selbst“ bezeichnete.

### Verfassungskonvent

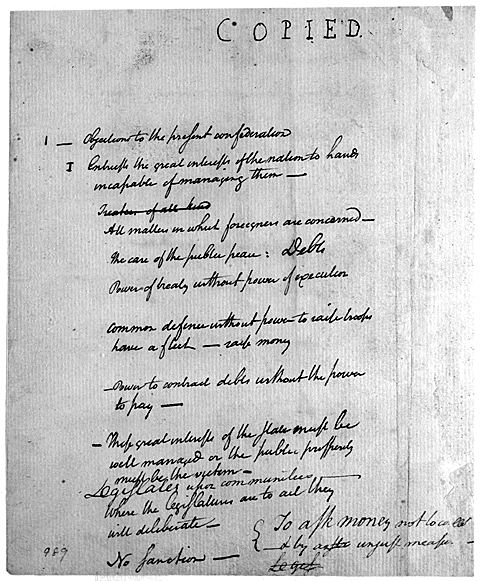
Alexander Hamilton: Notiz für eine Rede zum Verfassungskonvent

Es sollte immerhin noch vier Jahre dauern, bis die anerkannten Führer der Amerikanischen Revolution an die Überarbeitung der ineffektiven ersten Verfassung der USA, der Konföderationsartikel von 1777, beziehungsweise an die Verabschiedung einer neuen Verfassung herangingen.
Der Verfassungskonvent tagte in Philadelphia vom Mai bis zum September 1787. George Washington nahm für Virginia teil. Er wurde von den 54 Delegierten der teilnehmenden zwölf Staaten der Konföderation einstimmig zum Präsidenten der Versammlung gewählt. Obwohl er stets bedacht war, über den Parteimeinungen zu „schweben“, sprach er sich ausdrücklich für eine starke Exekutivgewalt aus.
Bei den Verfassungsdiskussionen und Ratifizierungsdebatten kristallisierten sich erstmals klare politische Parteimeinungen heraus, die frühe Kennzeichen eines Zweiparteiensystems enthielten.
In den Beratungen behielten die Vertreter Virginias die Initiative, indem sie alsbald einen Verfassungsentwurf zur Diskussion stellten, der über einfache Zusätze zu den Konföderationsartikeln weit hinausging. Anstelle der dort favorisierten Ausschüsse sollte eine Bundesregierung stehen, deren Gewalten ähnlich denen der Bundesstaaten in Legislative, Exekutive und Judikative dreigeteilt war. Zudem sollte die Legislative aus zwei Kammern bestehen. Die Bedenken der Delegierten New Jerseys wurden von der Mehrheit beiseitegeschoben. Allerdings kollidierten bei der Frage der Sitzverteilung der zukünftigen Repräsentantenversammlung erwartungsgemäß die Interessen der kleinen und großen Staaten. Erstere wollten nach dem Prinzip „ein Staat – eine Stimme“ verfahren, während letztere das Bevölkerungsgewicht berücksichtigt sehen wollten. Da New York mit den kleineren Bundesstaaten stimmte, einigte man sich auf den Kompromiss, dass eine direkte Wahl des Repräsentantenhauses nach Einwohnerzahl möglich wurde und die großen Staaten der Wahl der Senatoren durch die Einzelstaatslegislativen zustimmten.
In dem so genannten „Großen Kompromiss“ (16. Juli 1787) trafen die Delegierten vier grundlegende Entscheidungen:
1. ein Abgeordneter vertritt 40.000 Einwohner (vor Abschluss der Beratungen in 30.000 modifiziert)
2. jeder Staat stellt zwei Senatoren (die bis 1913 von den Bundesstaatslegislativen gewählt werden konnten)
3. im Senat stimmen Individuen und nicht Delegationen der Bundesstaaten ab.
4. nur das Repräsentantenhaus kann Haushaltsgesetzentwürfe einbringen. Der Senat kann sie verwerfen oder billigen, aber nicht modifizieren.

Ein weiterer wichtiger Kompromiss betraf die Sklavenfrage. Denn die Männer, die ab 1776 unablässig am Grundsatz der gleichgeborenen Gesellschaft festhielten, waren meist Sklavenhalter: 1787 besaß George Mason 118, Thomas Jefferson 149 und George Washington sogar 390 Sklaven. 
Berechtigterweise fragten die Vertreter der Nordstaaten, warum die Sklaven im Süden gleichzeitig als Besitz betrachtet und bei der Berechnung der Abgeordnetensitze als Menschen mitgezählt werden sollten. Nach einer erbittert geführten Debatte, in deren Verlauf die Südstaaten mit Sezession drohten, gab der Norden nach. Demnach sollten fünf Sklaven bei der Berechnung der Sitzverteilung so viel gelten wie drei freie Bürger. In einer weiteren sehr ambivalenten Verfügung, in der das Wort „Sklave“ tunlichst vermieden wurde, regelte die Verfassung außerdem den Sklavenimport bis 1808. Die bestehende Realität wurde somit in der beschriebenen Weisung des Verfassungstextes „aufgefangen“:

„Die Abgeordnetenmandate und die direkten Steuern werden auf die einzelnen Staaten, die diesem Bund angeschlossen sind, im Verhältnis zu ihrer Einwohnerzahl verteilt; diese wird ermittelt, indem zur Gesamtzahl der freien Personen, einschließlich der in einem befristeten Dienstverhältnis stehenden, jedoch ausschließlich der nicht besteuerten Indianer, drei Fünftel der Gesamtzahl aller übrigen Personen hinzugezählt werden.“

Dieser „Geburtsfehler“ der amerikanischen Verfassung sicherte zwar die wirtschaftlichen Grundlagen und politischen Ansprüche der Südstaaten, legte aber auch gleichsam einen der Keime für den späteren Bürgerkrieg. Dessen ungeachtet profitierte auch Washington von dieser Regelung.
Bei der Konstruktion des Präsidentenamtes kollidierten im Verfassungskonvent die Befürworter einer schwachen und einer starken Exekutive. So forderten letztere, dass der Präsident möglichst unabhängig sein müsse, um das Konzept der Gewaltenteilung verwirklichen und ein Gegengewicht zur Legislative bilden zu können. Als abschreckendes Beispiel beschwor man dafür die Entwicklung in den Einzelstaaten herauf, wo eine allmächtige Legislative die Ängste der wohlhabenden Eliten vor den „Demokraten“ schürte.
Somit war das Wahlmännerkollegium ein Kompromiss, da es jedem Bundesstaat überlassen blieb, es nach allgemeiner Wahl oder von der Legislative bestimmen zu lassen. Indem der Verfassungskonvent die Wahl des Präsidenten durch Senat und Repräsentantenhaus verwarf, verabschiedete man sich auch von der Entwicklung eines parlamentarischen Regierungssystems und wendete sich endgültig dem präsidentiellen Modell zu.
Das Präsidentenamt erhielt im Vergleich stärkere Vollmachten als die jeweiligen Gouverneure der Einzelstaaten: Dank eines aufschiebenden Vetos wirkt er bei der Gesetzgebung mit, die Nominierung der Richter des Obersten Gerichts bringt ihm entscheidenden Einfluss auf die Judikative, und als Oberbefehlshaber von Heer und Marine, als Distributor dotierter Verwaltungsstellen sowie als „Exekutor“ von Außen- und Innenpolitik hat er die politische Initiative an den maßgeblichen Stellen unter Kontrolle. Die zum damaligen Zeitpunkt postulierte lebenslange Amtszeit („during good behavior“) erinnert stark an einen Monarchen.

### Wahl zum Präsidenten und Vereidigung

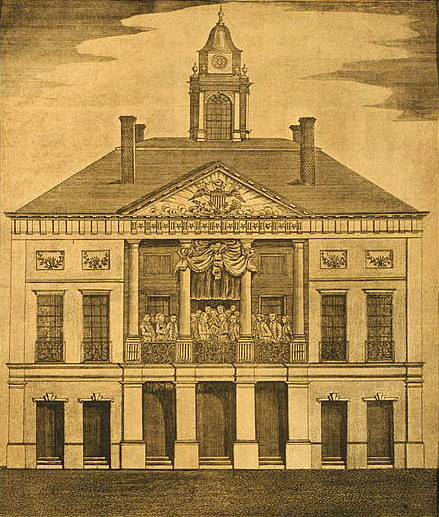
Vereidigung Washingtons auf dem Balkon der Federal Hall

Nach der Ratifizierung der Verfassung durch neun der dreizehn Einzelstaaten gab das Wahlmännerkollegium, das die Wahl des Präsidenten vorzunehmen hatte, am 4. Februar 1789 die einhellige Wahl George Washingtons zum Präsidenten bekannt. Ausschlaggebend für seine Wahl war neben seinen politischen und militärischen Verdiensten seine auf Ausgleich zwischen den entstehenden Parteien bedachte Haltung. Washington sollte der einzige Präsident bleiben, der einstimmig vom Wahlkollegium gewählt wurde; 1820 verhinderte ein Wahlmann die Wiederholung dieses einstimmigen Ergebnisses für James Monroe, indem er unzulässigerweise John Quincy Adams wählte. Bei Washingtons Bestätigung 1792 zählte man lediglich drei Enthaltungen, aber keine Gegenstimme.
Die erste Amtszeit hätte theoretisch am 4. März 1789 begonnen. Nach der Wahlprüfung durch den Senat erst am 6. April und der Annahme durch ihn selbst reiste Washington in acht Tagen nach New York, wo die Amtseinführung in der Federal Hall für den 30. April geplant war.
Washingtons Tagebuchnotiz anlässlich seiner Abreise illustriert trefflich seine Haltung zu seiner neuen Position: „Um zehn Uhr sagte ich Mount Vernon, dem Privatleben und dem häuslichen Glück Lebewohl und machte mich mit den ängstlichen und schmerzlichsten Gefühlen auf den Weg nach New York.“
Am 30. April 1789 vereidigte man George Washington in einer feierlichen Zeremonie auf dem Balkon der Federal Hall von New York als ersten Präsidenten der Vereinigten Staaten von Amerika, wobei die lokale Presse betonte, dass man besonders stolz darauf sei, dass der Präsident bei der Amtseinführung ausschließlich in der Heimat gefertigte Kleidung getragen habe, die dennoch jedem Vergleich mit der europäischen Mode standgehalten hätte.

### Amtsführung

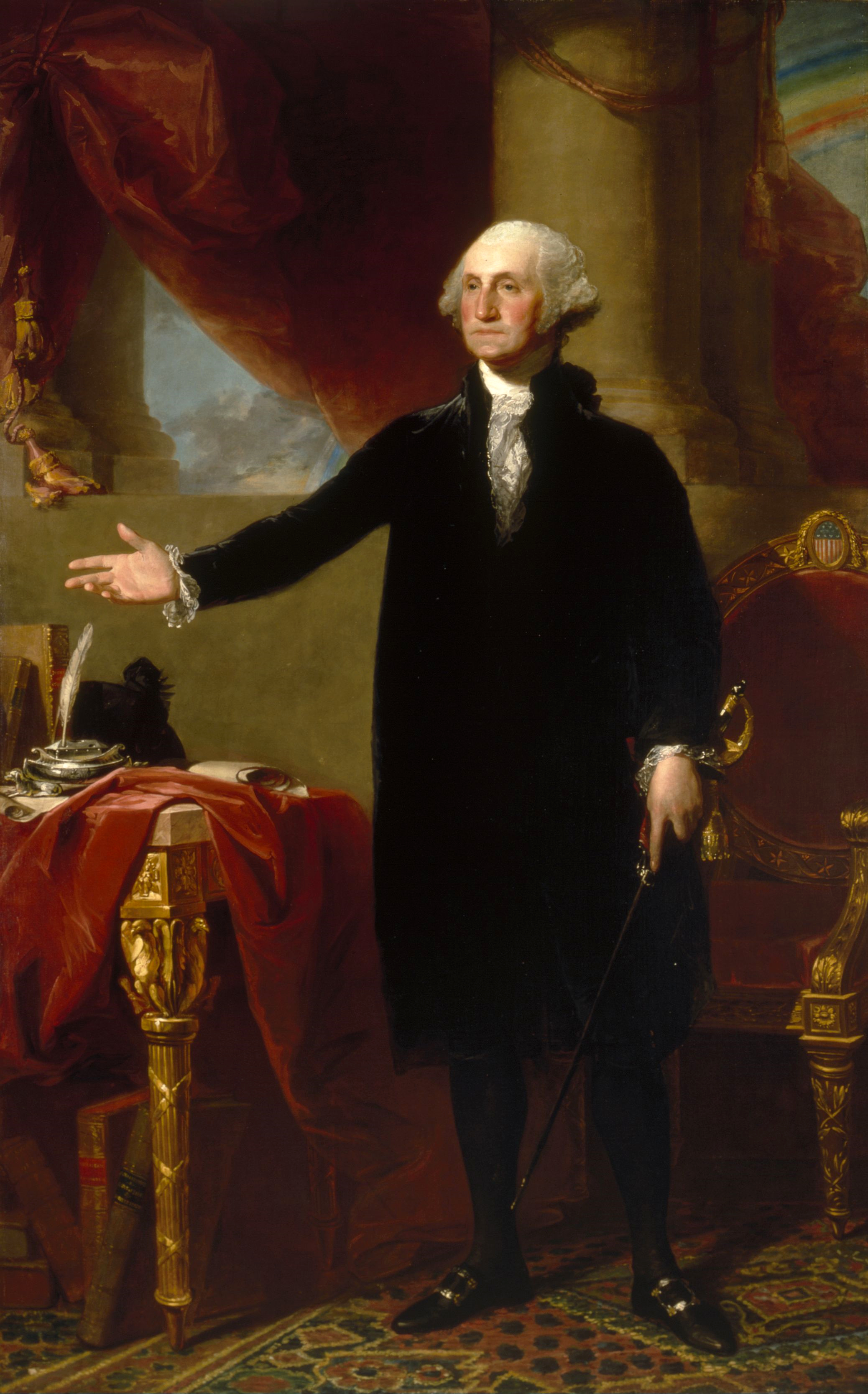
George Washington, Lansdowne Portrait von Gilbert Stuart, 1796

In seiner bedachtsamen Art war es Washington klar, dass er mit jedem Schritt politisches Neuland betreten würde. Jede eingeschlagene Richtung würde einen Präzedenzfall bedeuten. Somit war seine Amtszeit sowohl für den Stil als auch für die Amtsführung aller weiteren Präsidenten prägend.
Ein erstes Beispiel dafür stellte bereits seine von längerer Hand bewusst vorgeplante Inaugurationsrede am Tag seiner Vereidigung am 30. April 1789 dar, die verfassungsmäßig überhaupt nicht vorgesehen war, sich aber seitdem als „Inszenierung des Neuanfangs“ für alle folgenden Präsidenten durchgesetzt hat.
Seine Wahl zum Präsidenten war zunächst eine Enttäuschung für seine Frau, Martha Washington, die erste „First Lady“, die eigentlich nach dem Krieg das ruhige Privatleben fortsetzen wollte. Doch schnell akzeptierte sie ihre Rolle als Gastgeberin, öffnete ihre „gute Stube“ und organisierte wöchentliche Dinner-Partys für etliche Würdenträger, die am Tisch des Präsidenten Platz nahmen.
Washington hielt das erste Kabinettstreffen eines amerikanischen Präsidenten am 25. Februar 1793 ab. Der Präsident leitete ein Regierungskabinett, das sich um innenpolitischen Ausgleich bemühte, da in ihm die späteren großen Parteien der „Federalists“ und der „Democratic-Republicans“ zu gleichen Teilen vertreten waren.

„Kraftvolles Ausgleichen und Unerschütterlichkeit des Beharrens waren die unentbehrliche Mitgift George Washingtons, während die Initiativen aus dem Kreis der engsten Mitarbeiter, die er sich wählte, aus dem ‚Kabinett‘ seiner Staatssekretäre stammten und sich alsbald in dramatischen Gegensätzen entluden.“

Diese Politik begleitete er durch einen Kurs der inneren Absicherung im verwaltungs- und finanzpolitischen Bereich, wobei seine Grunderwerbspolitik deutlich die wirtschaftliche Elite bevorzugte und absicherte. Dies war aufgrund seiner Herkunft nicht verwunderlich.
In der Außenpolitik trug der Neutralitätskurs auch zur Stärkung und Anerkennung des jungen amerikanischen Bundesstaates bei. Nach dem Ausbruch der Französischen Revolution von 1789 kritisierte man jedoch Washington für seine passive Haltung während der französisch-britischen Auseinandersetzung. Das provokative Verhalten des französischen Botschafters Edmond-Charles Genêt führte 1793 zu einem offenen Konflikt mit diesem, der so genannten „Citizen Genêt-Affäre“. In dieser setzte Washington die Neutralität der USA gegen eine starke profranzösische Strömung in der amerikanischen Öffentlichkeit durch. Genêt hatte Amerikaner als Freibeuter zu Angriffen gegen britische Handelsschiffe angeworben und eine Freiwilligenarmee für einen Angriff auf das damals noch Spanien gehörende Florida aufgestellt.
Dennoch bestätigte man Washington bei den Präsidentschaftswahlen von 1792 für eine weitere Legislaturperiode von vier Jahren in seinem Amt.
1791 führte die Bundesregierung eine Verbrauchssteuer auf Whiskey ein. Diese Steuer war im amerikanischen Grenzgebiet sehr unpopulär, so dass im Juli 1794 im Allegheny County, Pennsylvania, ein Bundesmarschall durch Personen angegriffen und das Haus eines regionalen Steuerbeamten niedergebrannt wurde. Am 7. August 1794 setzte Washington Soldaten mehrerer Bundesstaaten in Bewegung, um mit ca. 13.000 Mann die Unruhen, die als „Whiskey-Rebellion“ in die Geschichte eingehen sollten, zu unterdrücken. Weitere Probleme entstanden für den Präsidenten, als er die Annahme des im Land sehr unpopulären Jay-Vertrags durchsetzte, mit dem ein drohender Krieg mit Großbritannien vermieden wurde. Erstmals wurde er daraufhin öffentlich angegriffen und kritisiert; es kam zu zahlreichen Protestkundgebungen und teilweise zu gewalttätigen Übergriffen, weil man weithin der Meinung war, dass man den Briten mit dem Vertrag zu weit entgegenkomme.
Nach der Niederlage der US Army in der Schlacht am Wabash River gegen ein Bündnis von Indianerstämmen unter der Führung von Little Turtle Ende 1791 betraute Washington General Anthony Wayne mit einer erneuten Militärexpedition in diese Region. Wayne besiegte etwas über drei Jahre später die Allianz aus Shawnee, Miami, Ottawa, Chippewa, Irokesen, Sauk und Meskwaki in der Schlacht von Fallen Timbers. Danach traten diese Indianervölker einen großen Teil ihrer ursprünglichen Siedlungsgebiete an die Vereinigten Staaten ab und zogen nach Westen.
Im Mittelmeerraum wurden amerikanische Schiffe immer wieder von Barbaresken-Korsaren gekapert und die Besatzungen gegen Lösegeldforderungen entführt. Im Friedens- und Freundschaftsvertrag von Algier verpflichteten sich die Vereinigten Staaten zu regelmäßigen Schutzgeldzahlungen an den Regenten von Algier. Bei Washington stärkte dies den Entschluss die United States Navy schlagkräftig auszubauen.
Unter Washington traten fünf Staaten der Union bei: North Carolina, Rhode Island, Vermont, Kentucky und Tennessee.

#### Farewell Address
Am 19. September 1796 erschien die später vom Courier of New Hampshire so genannte Washingtons Abschiedsrede zunächst auf den Innenseiten des American Daily Advertiser, der auflagenstärksten Zeitung Philadelphias, in der George Washington in schlichten und wohlkalkulierten Worten verkündete, für eine erneute Wahl nicht mehr bereitzustehen:

„Freunde und Mitbürger: Die Zeit für die Neuwahl eines Bürgers, der die vollziehende Gewalt der Vereinigten Staaten ausüben soll ist nicht mehr fern […] Darum erscheint es mir angemessen, insbesondere da es vielleicht zu einer deutlicheren Äußerung der öffentlichen Meinung führen wird, daß ich Sie jetzt von dem Entschluß in Kenntnis setze, den ich gefaßt habe: daß ich es ablehne, zum Kreise derer gezählt zu werden, unter denen die Wahl zu treffen ist.“

Er mahnte zu Einigkeit innerhalb der Regierung, durch die allein die Freiheit der Republik aufrechterhalten werden könne, und sah gleichzeitig voraus, dass „die Geschützbatterien innerer und äußerer Feinde höchst beständig und höchst aktiv, wiewohl oft verdeckt und heimtückisch“ versuchen würden, das entsprechende Bewusstsein der Amerikaner zu schwächen. Hierin sieht der Amerikanist Michael Butter ein Muster für die Verschwörungstheorien, die im Lauf der amerikanischen Geschichte bis in die 1960er Jahre immer wieder den Diskurs beherrschten. Auf lange Sicht gesehen, erhielt die Farewell Address „transzendentalen Status, sie rangierte neben der Unabhängigkeitserklärung und der Ansprache von Gettysburg als zukunftsweisende Formulierung der bleibenden Grundsätze Amerikas“. In der damaligen Öffentlichkeit verstand man sogleich die Tragweite dieser Bekanntmachung, da die freiwillige Aufgabe des Präsidentenamtes durch George Washington nach zwei Amtsperioden somit jenen Präzedenzfall kreierte, der erst von Franklin D. Roosevelt 1940 durchbrochen werden sollte. Die politische und psychologische Tragweite hatte noch eine andere Dimension: hatten sich die Bürger der Vereinigten Staaten ihren Staat zuvor ohne Washington seit dem Revolutionskrieg nicht vorstellen können, so waren sie in der Folge des Briefes nun auf sich gestellt.
Außerdem war die Farewell Address aufschlussreich für das Selbstverständnis der Außenpolitik George Washingtons. Denn hier verteidigte er auch seine bisherige Politik gegenüber den kriegführenden europäischen Großmächten. Dabei vertrat er hingegen keine Konzeption des sich selbst genügenden Isolationismus. Durch die Entwicklung des Außenhandels sollte die Wirtschaft und somit das außenpolitische Gewicht der Vereinigten Staaten gestärkt werden. Um jedoch den Außenhandel wirksam in alle Richtungen betreiben zu können, war die Neutralität oberstes Gebot. In Notfällen seien „temporary alliances“ möglich, „permanent alliances“ jedoch unbedingt zu vermeiden, da man in Europa „primäre Interessen“ verfolge, die die Amerikaner unmöglich teilen könnten.
Erst nach einer politischen und wirtschaftlichen Konsolidierung seien die Vereinigten Staaten in der Lage, „in der wir die Haltung einnehmen können, die bewirkt, daß die Neutralität, zu der wir uns jederzeit entschließen können, sorgfältig respektiert wird, […] in der wir Frieden oder Krieg wählen können, wie unser von Gerechtigkeit gelenktes Interesse es ratsam erscheinen läßt“.

### Ruhestand
Im Folgejahr übertrug der amtierende Präsident John Adams Washington angesichts der Gefahr eines bevorstehenden Krieges mit Frankreich nochmals als Abschreckung gegen den einstigen Verbündeten den Oberbefehl als Generalleutnant über die Streitkräfte, den er allerdings nur nominell wahrnahm.
In Amerika bezeichnet man ihn oft als „Vater der Nation“ (Father of the Nation, Father of his Country), um dessen „personal-integrative Funktion“ als Gründervater dieser „ersten neuen Nation“ zu nutzen. Die früheste Übertragung dieser Bezeichnung ins Deutsche als Landesvater erschien bereits 1778 in einem deutschsprachigen Almanach des Staates Pennsylvania.
George Washingtons gesundheitliche Konstitution während seiner Amtszeit und vor allen Dingen während seines Rückzugs ins Privatleben ist zum einen ein Paradebeispiel für die Gesundheitssituation der herrschenden Elite des ausgehenden 18. Jahrhunderts, zum anderen bevorzugter Untersuchungsgegenstand amerikanischer Medizinhistoriker: Seit seinem 17. Lebensjahr litt Washington an Malaria. James Craik war General Physician (Vorläufer des Surgeon General) der United States Army sowie George Washingtons Leibarzt und enger Freund.
Später in seinem Leben kamen Diphtherie, Tuberkulose und Pocken hinzu. Während seiner Präsidentschaft schwächte ihn eine schwere Lungenentzündung.

Neben seiner nachlassenden Gesundheit konnte man die immer schärfere Kritik gegen ihn in der Presse, wie z. B. durch Thomas Paine, der in einem offenen Brief Washingtons bevorstehenden Abgang pries und sogar für seinen „baldigen Tod betete“, als Begründung ausmachen. Die Wiederwahl wäre im Gegensatz zu heute noch möglich gewesen, da der 22. Verfassungszusatz erst 1951 ratifiziert wurde. Bei der Schaffung des 22. Amendments, durch welches der Präsident nur einmal wiedergewählt werden kann, beriefen sich einige Kongressmitglieder auch auf die „Tradition Washingtons“, der auf eine weitere und damit dritte Amtszeit freiwillig verzichtete.

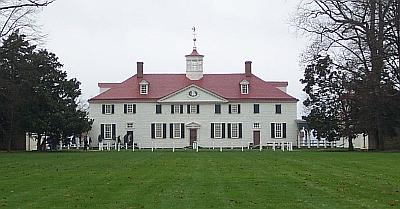
Mount Vernon, Wohnsitz G. Washingtons

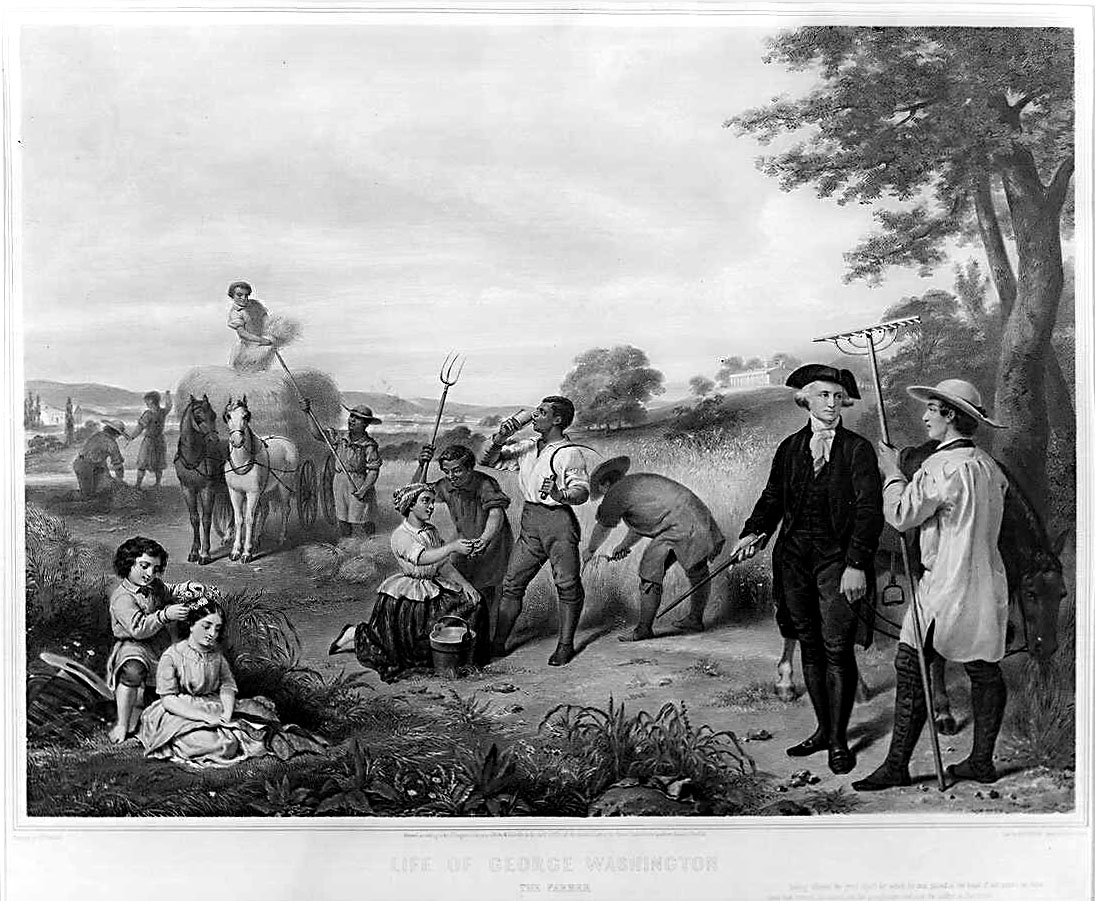
Washington als Farmer, Lithographie von Régnier, um 1853

Washington war für die damalige Zeit mit mindestens 1,88 m sehr groß. John Adams kolportierte den Witz, dass Washington von beratenden Körperschaften immer zum Führer ausersehen wurde, ganz gleich, worum es ging, weil er stets der größte Mann im Raum war.
George Washington selbst hätte gerne von der Präsidentschaft Abstand genommen, empfand es aber als seine Pflicht seiner Nation gegenüber, diese Position auszufüllen. Anders als Thomas Jefferson war er kein regelrechter „Mann des Volkes“, der nach Popularität zu streben suchte, sondern zog eine ihm naheliegende Introvertiertheit und die Distanz zu den Massen vor.
Zum Ende seines Lebens schrieb er 1798 einen letzten bezeichnenden Brief an seine große Liebe Sally Fairfax:

„Meine verehrte Madame,
Beinahe 25 Jahre sind vergangen, seit ich mich als bodenständigen Bewohner dieses Ortes betrachtet habe oder mich in der Situation befand, einem vertrauten Umgang mit meinen Freunden durch Briefe oder auf andere Weise zu frönen. In dieser Zeit geschahen so viele bedeutende Ereignisse. […] Keines dieser Ereignisse, nicht einmal alle zusammen, sind imstande gewesen, aus meinem Geist die Erinnerung an diese glücklichen Augenblicke, die glücklichsten meines Lebens, die ich in Ihrer Gesellschaft genossen habe, zu löschen.“

Er bot ihr an, ihren Lebensabend in seiner Nachbarschaft zu verbringen, doch Sally, die viele Jahre in England verbracht hatte, lehnte ab. Sie starb 1811 im Alter von 81 Jahren.

### Sklavenhaltung
Von seinem Vater erbte George Washington Land und zehn Sklaven. Im Laufe seines Lebens wuchs ihre Anzahl auf zwischenzeitlich 390 an. Testamentarisch verfügte er, dass alle seine Sklaven nach seinem Tode freizulassen seien, und richtete einen Fonds ein, der sie ökonomisch absicherte – dies war nach dem Recht des Staates Virginia Voraussetzung ihrer Freilassung. Das galt aber nicht für Oney Judge, seine bekannteste Sklavin, die 1796 entflohen war und in den 1840er Jahren zweimal von abolitionistischen Zeitungen interviewt wurde: Sie gehörte rechtlich nicht ihm, sondern seiner Frau Martha und konnte daher von ihm nicht freigelassen werden. Viele freigelassene Sklaven nahmen den Nachnamen Washington an. Ihn tragen in den USA derzeit über 160.000 Menschen, 90 % von ihnen Afroamerikaner. Daher gilt dieser Nachname als „schwärzester Name“ überhaupt.

### Freimaurerei

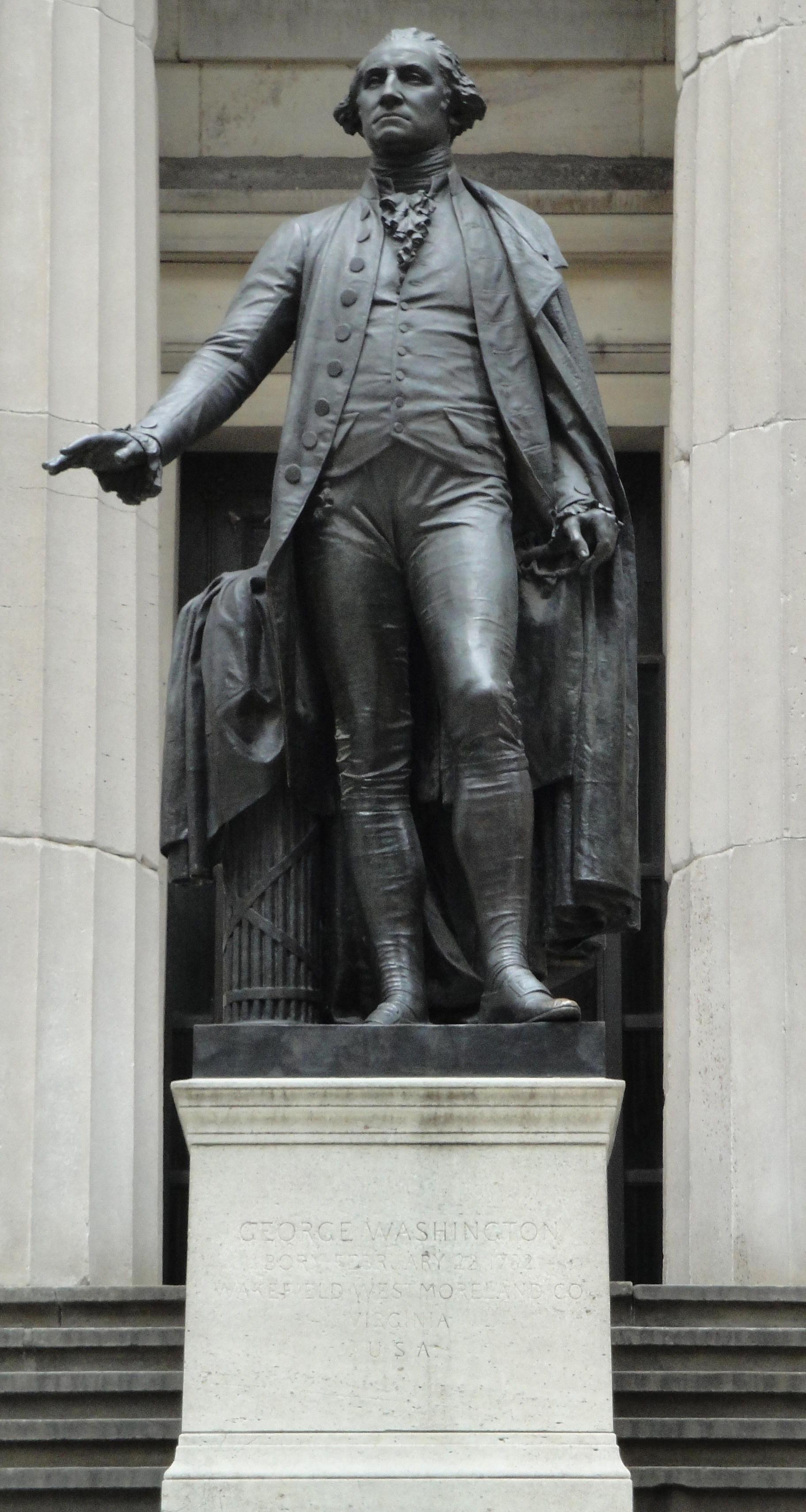
George-Washington-Statue vor der Federal Hall in Manhattan

1752 initiierte man Washington als Freimaurer in der „Fredericksburg Lodge No. 1“ in Virginia. Auf einem Konvent der Logen von Virginia schlug man Washington als Großmeister einer unabhängigen Großloge vor, was dieser jedoch ablehnte. In Morristown (New Jersey) trafen sich am 7. Februar 1780 Delegierte von Feldlogen und schlugen mehreren Großlogen vor, eine alle Staaten umfassende „Großloge von Amerika“ zu gründen, und wählten dafür Washington zum „Großmeister der Freimaurer überall in den Vereinigten Staaten“. Protokolle der Wahl wurden an die verschiedenen Großlogen geschickt. Als aber Massachusetts zu keiner endgültigen Entscheidung kam, ließ man das Vorhaben fallen.
1788 wurde er zum „Meister vom Stuhl“ der Freimaurerloge „Alexandria No. 39“ (Virginia) ernannt und blieb in seinem Amt, als er Präsident der Vereinigten Staaten geworden war.
Weil die vorgesehene Bibel zur Amtseinführung 1789 nicht eingetroffen war, ließ man die Logenbibel der „St. John’s Lodge No. 1“ des Staates New York holen, und Washington leistete den Präsidenten-Eid darauf, so wie es seitdem viele amerikanische Präsidenten (ob Freimaurer oder nicht) taten. Ausnahmen waren zum Beispiel John F. Kennedy, der auf seiner katholischen Familienbibel bestand, und George W. Bush, dessen Amtseinführung im Regen im Freien stattfand, weshalb man beschloss, die Bibel nicht der Nässe auszusetzen. Den Eid zu Washingtons Einführung nahm der Großkanzler der Großloge von New York und Staatskanzler Robert R. Livingston ab.
Die Grundsteinlegung des Kapitols in Washington, D.C. vollzog Washington am 18. September 1793 nach freimaurerischem Ritus. Dabei wurde ihm der für ihn angefertigte Freimaurerschurz der Großloge von Maryland durch den Marquis de La Fayette feierlich überreicht.
Im November 1798, nur 13 Monate vor seinem Tod schrieb er der Großloge von Maryland: „Soweit ich mit den Lehren und Prinzipien der Freimaurerei vertraut bin, verstehe ich sie in der Wohltätigkeit begründet und sind nur zum Wohle der Menschheit auszuüben. Dem kann ich daher, aus diesem Grunde, nicht meine Zustimmung entziehen.“

### Tod

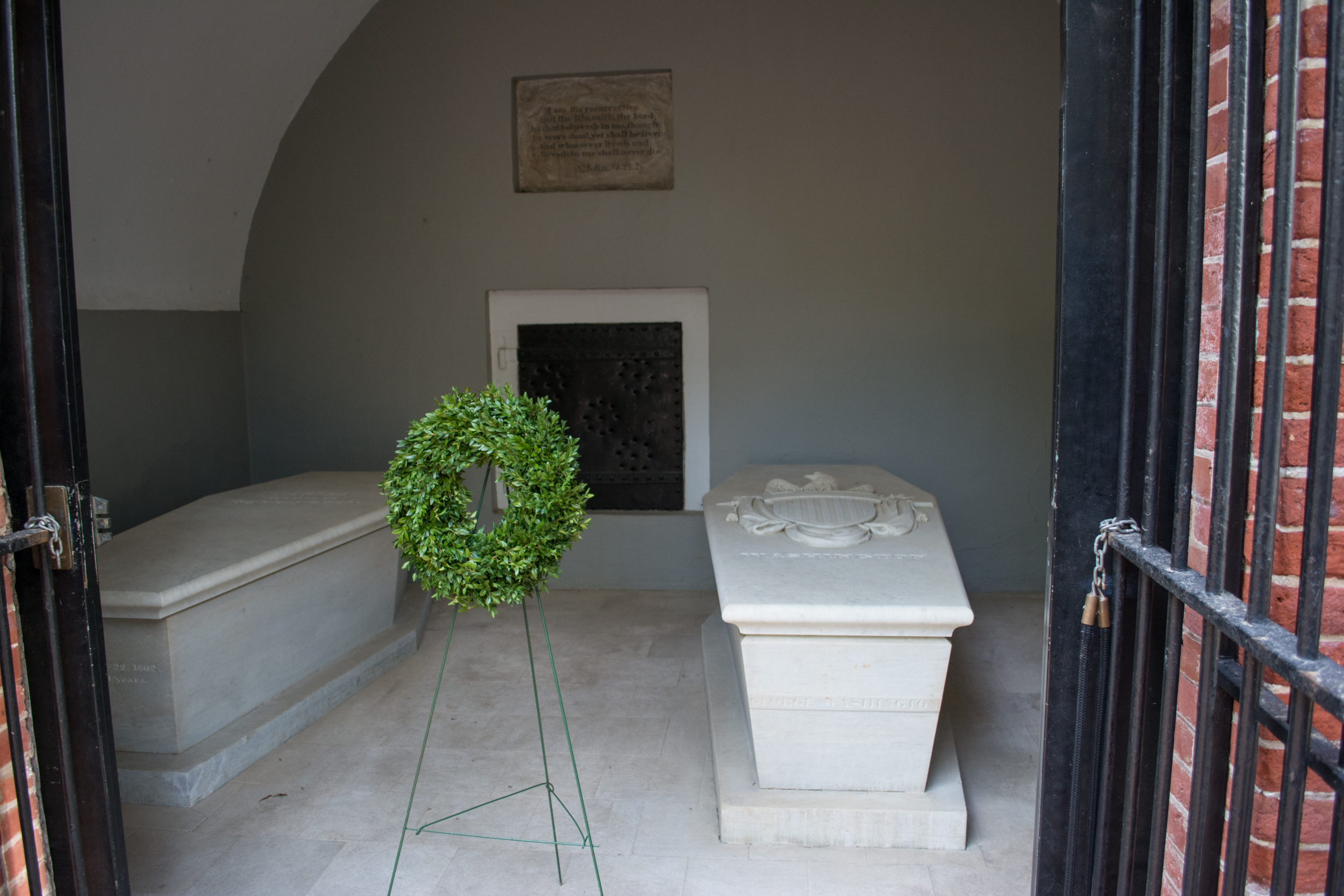
Familiengruft der sterblichen Überreste von George Washington (rechts) und Martha Washington

Ende 1799 erkrankte Washington an einer Kehlkopfentzündung. Heutzutage wird angenommen, dass eine akute Laryngitis phlegmonosa die Ursache war. Erschwerend kam ein starker Blutverlust durch mehrere Aderlässe hinzu, mit denen etwa die Hälfte des Blutvolumens entnommen wurde, und der zusammen mit starken Abführmitteln auch zur Dehydratation (Austrocknung) führte. Es entwickelte sich ein hypovolämischer Schock, der bei einem Blutverlust von 50 % ohne Therapie fast immer tödlich endet. Hinzu kamen Erstickungsanfälle wegen der laryngitisbedingten Stenose der Atemwege mit Asphyxie, wodurch sogar eine Tracheotomie (Luftröhrenschnitt) in Erwägung gezogen wurde. Die dem damaligen Wissensstand entsprechenden Behandlungen, die jedoch den Krankheitszustand nur weiter verschlimmerten, erfolgten durch seine anwesenden Ärzte James Craik, Gustavus Brown und Elisha Dick.
Washington wies seinen persönlichen Sekretär, Colonel Tobias Lear, an, seinen Leichnam nicht vor Ablauf von zwei Tagen nach seinem Tod in die Gruft zu überführen, da er fürchtete, scheintot lebendig begraben zu werden. Seine letzten Worte, „Tis well“ („Es ist gut“), sprach er, kurz nachdem ihm die Durchführung dieser letzten Anweisung zugesagt worden war. Er starb am 14. Dezember 1799 zwischen 22 und 23 Uhr auf seinem Gut Mount Vernon in Virginia ohne geistlichen Beistand. Vier Tage später wurde er in der Familiengruft beerdigt.
1831 war die neue Familiengruft fertiggestellt und die sterblichen Überreste Washingtons sowie die seiner Ehefrau Martha und anderer Familienmitglieder dort beigesetzt. Die Grabstätte ist der Öffentlichkeit im Rahmen eines Besuches des heutigen Museums Mount Vernon zugänglich.

### Testament
Washington verfügte in seinem Testament die Freilassung aller 124 ihm unmittelbar gehörenden Sklaven sowie die Versorgung und Pflege der Alten und Gebrechlichen unter ihnen und die Unterrichtung und Ausbildung aller Jüngeren bis zu ihrem 25. Lebensjahr. Die anderen, knapp 200 in Mount Vernon lebenden Sklaven blieben davon unberührt, da sie als sogenanntes Witwengut Teil des Custis-Vermögens waren, welches an Marthas Nachkommen weitergegeben werden musste. Des Weiteren bestimmte er die Aufteilung seiner Erbschaft zu gleichen Teilen an 23 Erben, um so der Entstehung einer Dynastie vorzubeugen, weil er als Gründervater einer Nation und nicht einer prominenten amerikanischen Familie im Gedächtnis des Volkes fortbestehen wollte.

## Würdigung

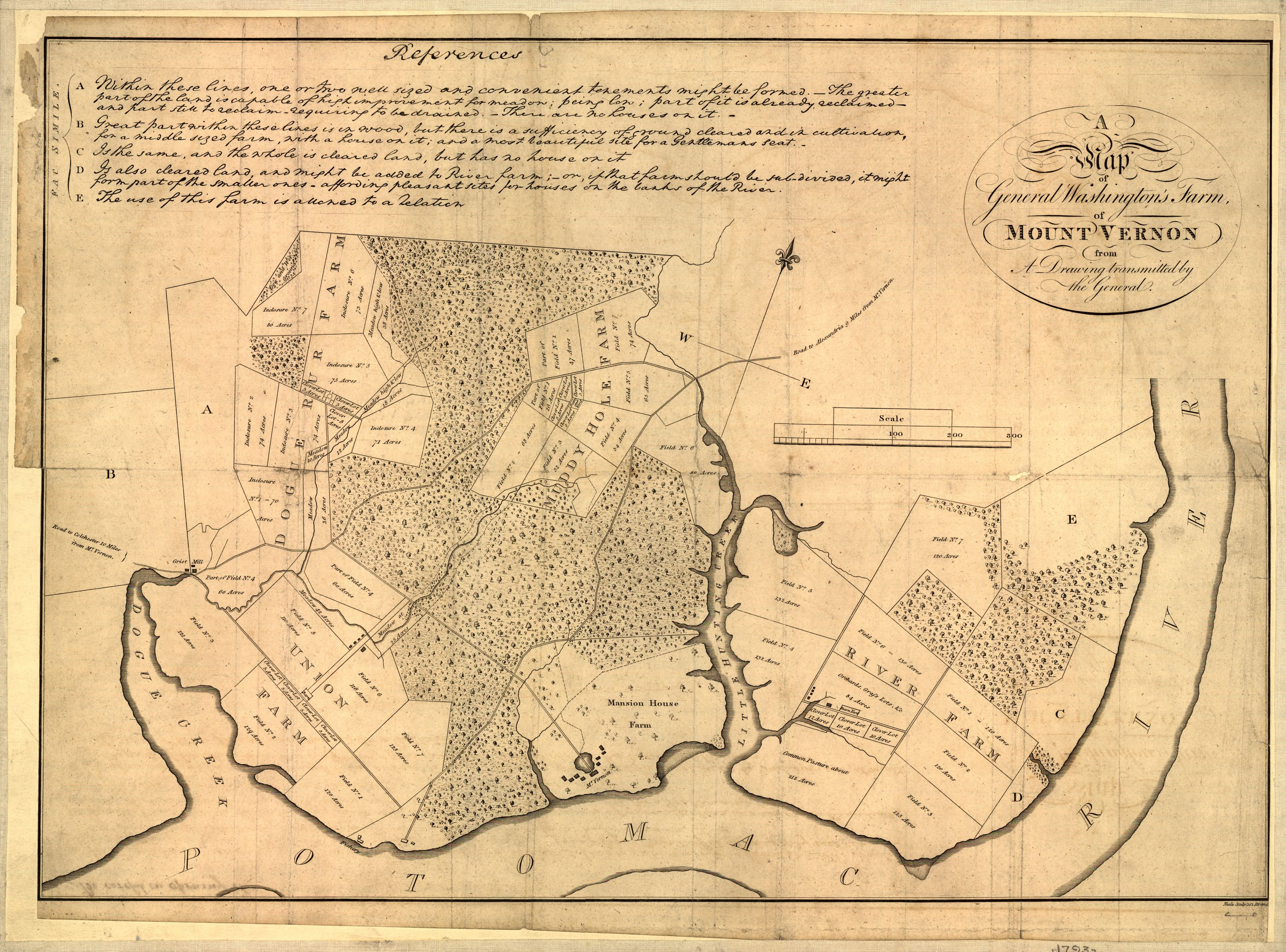
Karte Mount Vernons, von Washington selbst kartographiert

In einer Gedenkrede vor dem Kongress fand dessen Freund General Henry Lee folgende lobende Worte für Washington: “First in war, first in peace and first in the hearts of his countrymen […] second to none in the humble and endearing scenes of private life.” (deutsch: „Der Erste im Krieg, der Erste im Frieden und der Erste im Herzen seiner Landsleute.“)
Neben dieser sehr verkürzenden, wenn auch einprägsamen Formel mögen die Worte Thomas Jeffersons stehen, dem es mehr um die Würdigung des Staatsmannes ging: „Seine Integrität war die reinste, seine Rechtsauffassung die unbedingteste, die ich je erlebt habe. Keine Motive des Interesses oder der Blutsverwandtschaft, von Freundschaft oder Hass waren fähig, seine Entscheidung zu beeinflussen. Er war in der Tat, in jeder Hinsicht der Worte, ein weiser, ein guter und ein großer Mann.“
Bei den amerikanischen Historikern ist es seit den Überlegungen Arthur M. Schlesingers im Jahre 1948 üblich, in regelmäßigen Abständen darüber zu diskutieren, welche US-Präsidenten ihr Land am besten regiert bzw. ihr Amt am gerechtesten zum Wohl des Landes ausgefüllt hätten. Neben Abraham Lincoln und Franklin D. Roosevelt befand sich George Washington dabei stets in der „Spitzengruppe“ derjenigen Präsidenten, die von den meisten Historikern lobend beurteilt wurden.

## Ehrungen und Nachleben

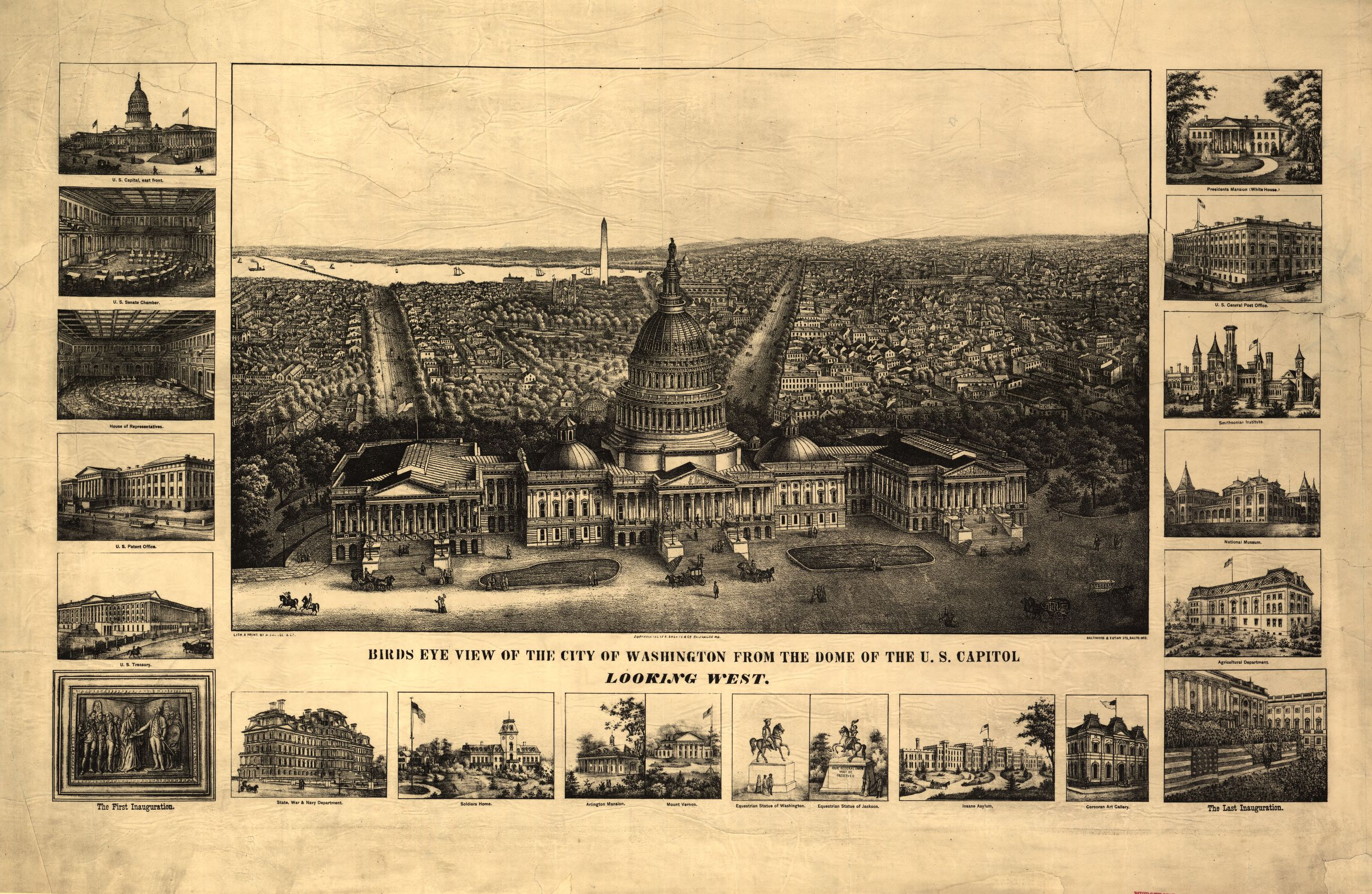
Washington, D.C., um 1860

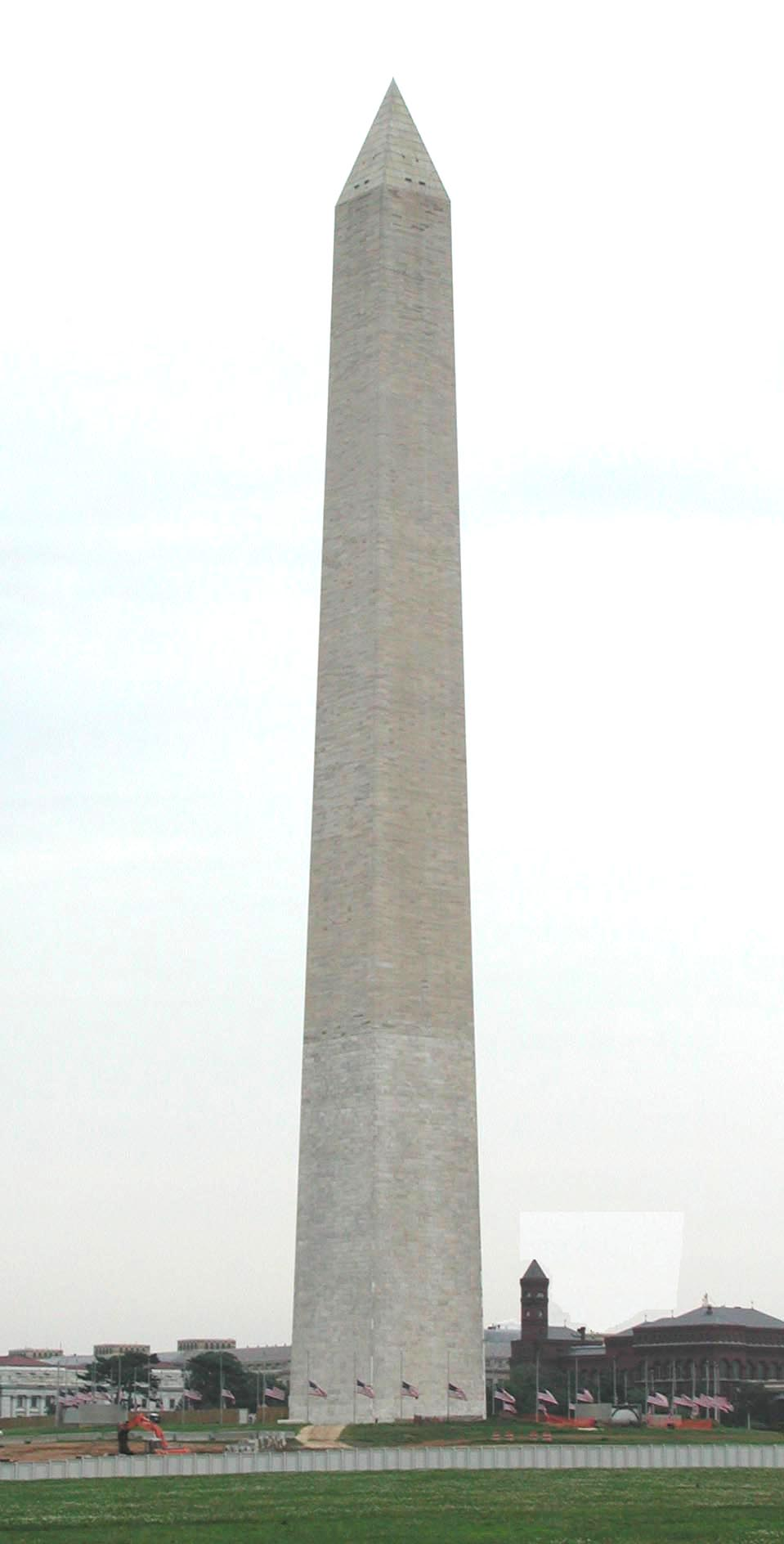
Washington Monument

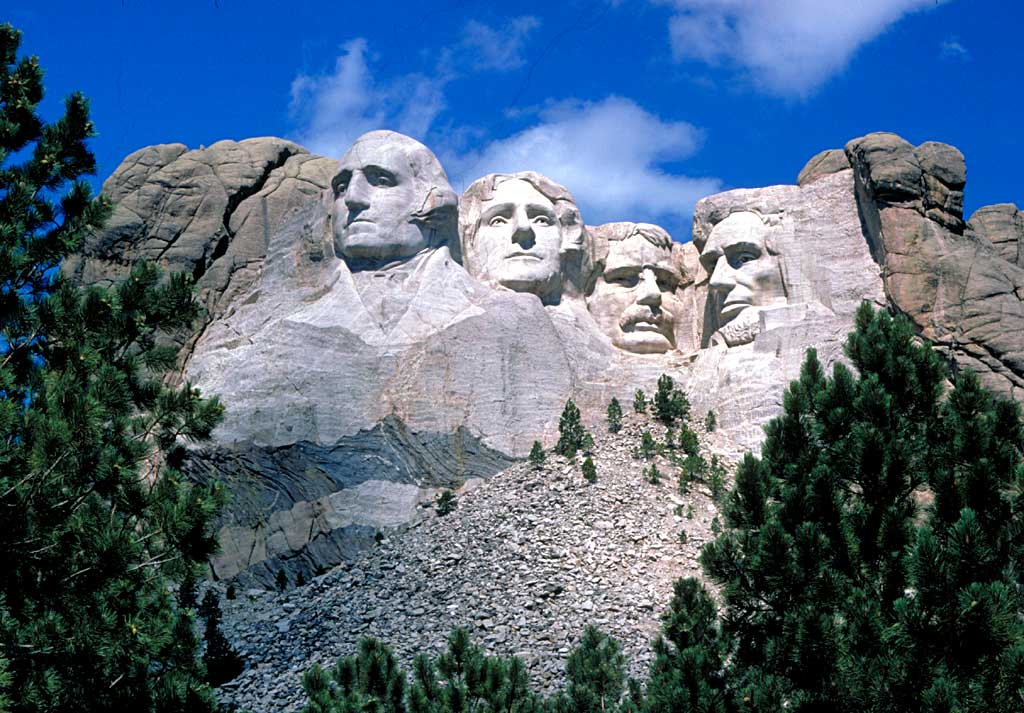
Die vier US-Präsidenten (v. l. n. r.): George Washington, Thomas Jefferson, Theodore Roosevelt und Abraham Lincoln auf dem Mount Rushmore

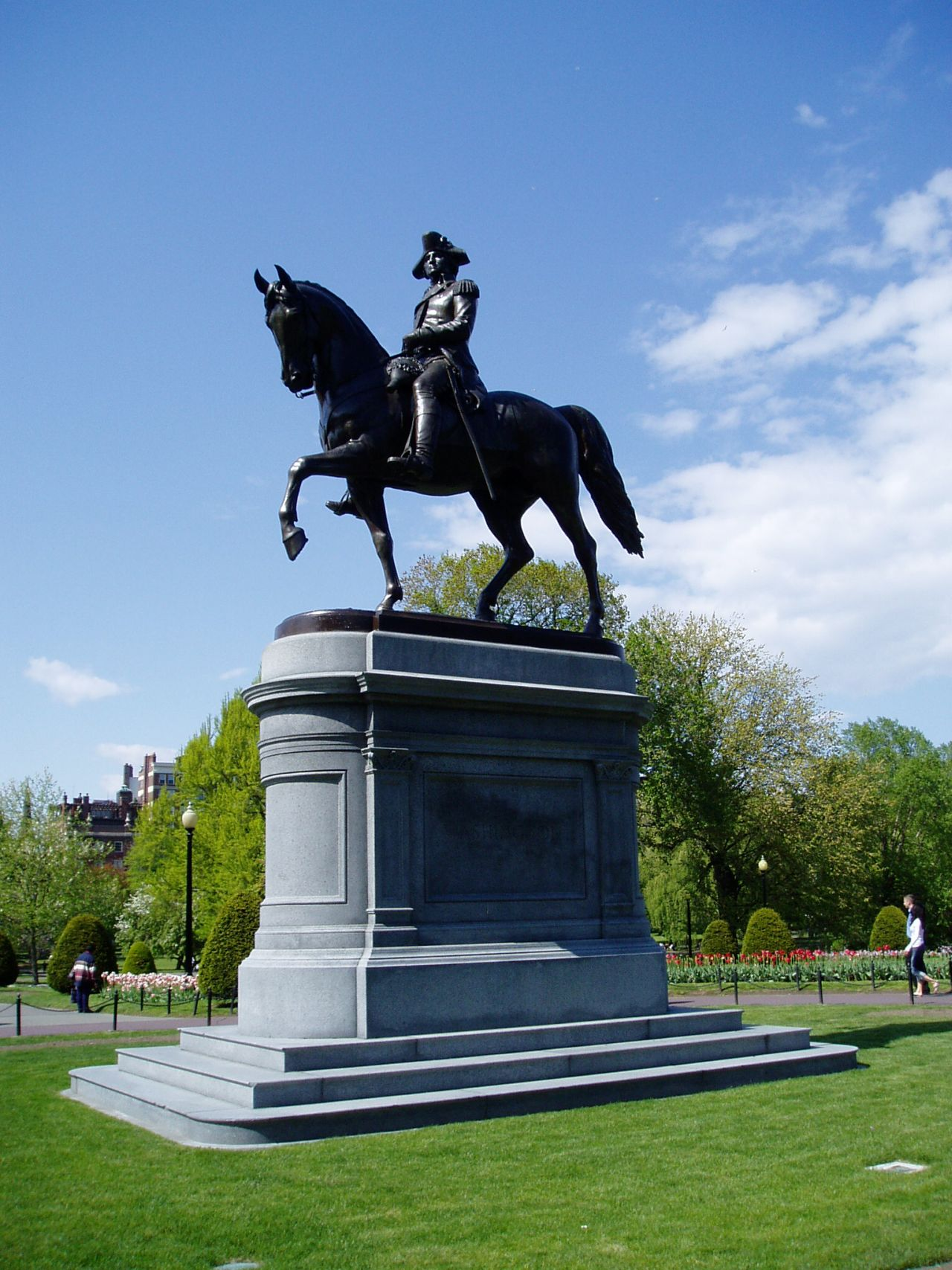
Reiterstandbild von George Washington in Boston

### Washington, D.C.
Noch zu seinen Lebzeiten wurde die Hauptstadt Washington, D.C. nach George Washington benannt.
Für einen kurzen Zeitraum war New York Regierungssitz. 1790 zog die Regierung erneut nach Philadelphia. Bereits während des Verfassungskonvents war man übereingekommen, dass die Frage des Hauptstadtsitzes zusätzliches Konfliktpotenzial zwischen den Einzelstaaten anhäufen würde. So lehnte man beispielsweise das schmucke, aber kleine Alexandria als zu ländlich ab, während New York als Hafenmetropole und Anlaufstelle der meisten Einwanderer als politisch zu unsicher galt, obwohl die Amtsgeschäfte auch in beiden Städten stattgefunden hatten.
Hatte der Kongress seit seinem Bestehen in acht verschiedenen Städten an der Ostküste getagt, so beschloss er nun, dass die neue Bundeshauptstadt „so nahe wie möglich dem Zentrum des Wohlstandes, der Bevölkerung und des Territoriums“ liegen solle und mit dem „Zugang zum Atlantik und den westlichen Gebieten“ ausgestattet sein müsse. Daher gründete man in einer salomonischen Lösung gleichermaßen durch ein Kongress-Gesetz (Residence Act) von 1790 den District of Columbia als außerhalb der US-Bundesstaaten befindliches Kunstgebilde auf zuvor brachliegendem Sumpf- und Marschland am linken Ufer des Potomac River. Dort entstand die Stadt ab 1791 nach Plänen des französischen Architekten und Städtebauers Pierre Charles L’Enfant, den George Washington persönlich beauftragt hatte. Als Übergangslösung beschloss man, Philadelphia 1791 für zehn Jahre zur Hauptstadt zu machen. Insbesondere das Marschland prägte bis weit ins 19. Jahrhundert hinein das Bild der Hauptstadt, die man erst ab 1800 als „funktionierend“ bezeichnen konnte.
Die Neugründung platzierte man mehr im Süden, also südlich der Mason-Dixon-Linie, um für andere Kompromisse notwendige Stimmen der Südstaaten zu erhalten. Militärstrategisch war die Lage jedoch zu exponiert, wie die Bombardierung und Besetzung durch die Briten 1814 sowie der rasche Vormarsch des Südens auf die Stadt in der Frühphase des Sezessionskrieges belegen sollten.
Im Verlauf seiner Präsidentschaft wählte George Washington West Point, New York, das von ihm bereits als Fort gegründet worden war, als Sitz der Militärakademie des Heeres der Vereinigten Staaten aus. Bestätigt wurde diese Auswahl durch einen Beschluss Thomas Jeffersons im Jahre 1802.

### Bundesstaat Washington
Das Washington-Territorium, das 1853 aus dem nördlichen Teil des Oregon-Territoriums gebildet wurde, ist ihm zu Ehren benannt worden. Nach kleineren Umbildungen wurde es 1889 offiziell als 42. Bundesstaat in die Union aufgenommen. Der Bundesstaat Washington ist der einzige Bundesstaat, der nach einem ehemaligen Präsidenten benannt wurde. Städte sind hingegen häufiger nach Ex-Präsidenten benannt worden.

### George-Washington-Universität
Die George-Washington-Universität in Washington, D.C. ist ebenfalls nach ihm benannt worden, was seinen ursprünglichen Absichten, mit Teilen aus verschiedenen Fonds und seinem Vermächtnis eine derartige Institution in der Hauptstadt zu gründen, entgegenkam.

### Straßen, Plätze und Brücken
Eine Vielzahl von Straßen, Plätzen und Brücken wurden insbesondere in den USA nach Washington benannt. Bekannte Beispiele sind die George Washington Bridge und die Washington Bridge in New York City.

### Denkmäler
Das erste Monument zu Ehren Washingtons wurde 1827 im Washington Monument State Park im US-Bundesstaat Maryland errichtet.
Nach Plänen von Robert Mills wurde von 1848 bis 1885 das so genannte Washington Monument, ein weißer Marmor-Obelisk, gebaut. Dieser befindet sich exakt auf der Verbindungsgeraden zwischen dem Capitol State Building und dem Lincoln Memorial in Washington, D.C. und war mit einer Höhe von 169 m zum Zeitpunkt seiner Fertigstellung kurzfristig das höchste Gebäude der Welt. Durch den Bau des Eiffelturms verlor dieses Denkmal bereits 1889 seinen Rekord.
Am Mount Rushmore National Memorial wurde der 18,3 m hohe Porträtkopf Washingtons, neben drei anderen seiner Nachfolger in der Präsidentschaft der Vereinigten Staaten, in den Fels gehauen.

### Sonstige Ehrungen

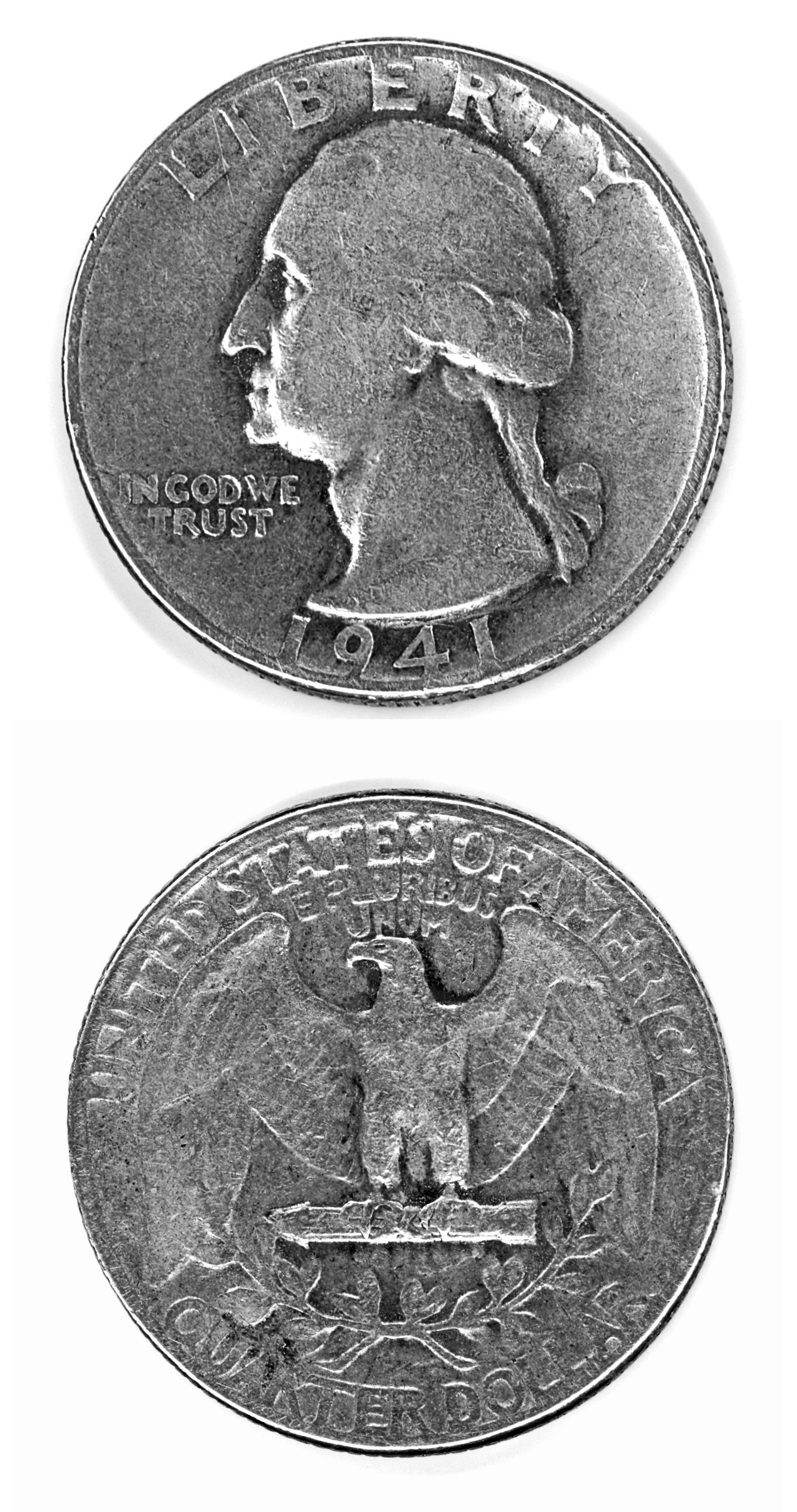
Porträt auf einer Vierteldollarmünze (1941)

Im März 1776 erhielt er als erster Preisträger die Congressional Gold Medal.
Ein Teil der Plantage, auf der Washington geboren wurde, wurde 1930 als George Washington Birthplace National Monument zur Gedenkstätte im Rang eines National Monument erklärt und ein typisches Gebäude der Zeit an der Stelle des bereits 1779 abgebrannten Haupthauses errichtet, in dem ein Museum zur Kolonialzeit untergebracht ist.
Das Porträt des „Vaters der Nation“ findet man seit 1935 sowohl auf dem 1-Dollar-Schein (nach einem Gemälde von Gilbert Stuart) als auch der Vierteldollarmünze sowie auf verschiedenen Briefmarken der US-Post.
Die Marine der Vereinigten Staaten verfolgt eine Tradition, in der diverse Kriegsschiffe nach berühmten Persönlichkeiten der amerikanischen Geschichte benannt werden und hat dies im Falle des ersten Präsidenten bereits bei mehreren Schiffen unterschiedlicher Klassen umgesetzt (siehe USS George Washington). Unter anderem wurde das erste nuklear angetriebene Raketen-U-Boot der Welt, die SSBN-589, das Typschiff der gleichnamigen George-Washington-Klasse, und ein Flugzeugträger der Nimitz-Klasse| mit der Kennung CVN-73 nach ihm benannt.
Seit dem Jahr 1879 wurde am 22. Februar der Washington’s Birthday gefeiert; später wurde das Datum auf den dritten Montag im Februar festgesetzt. Anfangs zu Ehren Washingtons eingeführt, würdigt dieser Gedenktag heutzutage alle bisherigen Amtsträger. 
Am 11. Oktober 1976 ernannte ihn der Kongress der Vereinigten Staaten im Beschluss Public Law 94-479 postum zum General of the Armies, ein Titel, der bis dahin nur John J. Pershing verliehen worden war. Das Parlament setzte die Beförderung rückwirkend zum 4. Juli 1976, dem 200. Jahrestag der Verkündung der Unabhängigkeit der Vereinigten Staaten, in Kraft. In der Begründung wurde darauf hingewiesen, dass niemand einen höheren Rang als Washington erhalten solle.
In der Historischen Rangordnung der höchsten Offiziere der Vereinigten Staaten wird er deshalb auf dem ersten Rang geführt gefolgt von John Pershing und Admiral of the Navy George Dewey.
Das Atoll Teraina trug den Namen Washington-Insel, ehe es vom Britischen Empire annektiert wurde, des Weiteren wurde Washington Land nach ihm benannt. Ferner gilt er als Namensgeber für die Washington Strait, einer Meerenge in der Antarktis. Der Asteroid (886) Washingtonia wurde 1917 entdeckt und nach ihm benannt.
Auch die Pflanzengattung Washingtonia H.Wendl. aus der Familie der Palmen (Arecaceae) und als Synonym der Riesenmammutbaum Washingtonia california C.Winslow aus der Familie der Zypressengewächse (Cupressaceae) sind nach ihm benannt.

### Bibliographie
- George Washington: A Bibliography. Hg. v. Eldo Alexander, William P. Allen. 2 Bde. London 1990.

### Werke
- The Writings of George Washington. Hg. v. John C. Fitzpatrick. 39 Bde. Washington 1931–1944.
- 110 Regeln des Anstands und gegenseitigen Respekts in Gesellschaft und im Gespräch. Aus dem Englischen von Lutz-W. Wolff. Mit einem Vorwort von Moritz Freiherr Knigge. dtv Verlagsgesellschaft, München 2018, ISBN 978-3-423-28989-4 (Originaltitel: Rules of Civility and Decent Behaviour In Company and Conversation.)
- Abschiedsrede an das Volk der Vereinigten Staaten.[81] Übersetzt von Hans-Christian Oeser. Vorwort Jürgen Overhoff. Berliner Verlagsbuchhandel, Berlin 2020, ISBN 978-3-96993-000-7.

### Monographien
- Richard Brookhiser: Founding Father: Rediscovering George Washington. New York 1996, ISBN 0-684-83142-2.
- Ron Chernow: Washington: A Life. Penguin, New York 2010.
- Marcus Cunliffe: George Washington – Man and Monument. Rev. ed. New York 1982, ISBN 0-451-62644-3.
- Joseph J. Ellis: His Excellency George Washington. Alfred A. Knopf, New York 2004 (dt. Seine Exzellenz George Washington. C. H. Beck, München 2005, ISBN 3-406-53509-7).
- Joseph J. Ellis: George Washington: Eine Biographie. C. H. Beck, München 2017, ISBN 978-3-406-70712-4.
- John Ferling: The First of Men. A Life of George Washington. Knoxville, Tennessee 1988, ISBN 0-87049-628-X.
- James Th. Flexner: George Washington. Boston Mass. 1984, ISBN 0-452-25542-2.
- Douglas Southall Freeman: George Washington, a Biography. 7 Bde. New York 1948–1972.
- Franz Herre: George Washington. Präsident an der Wiege einer Weltmacht. München 1999, ISBN 3-421-05188-7.
- Edward G. Lengel: Inventing George Washington: America’s Founder, in Myth & Memory. HarperCollins, New York 2011.